# آشپزی کره شمالی

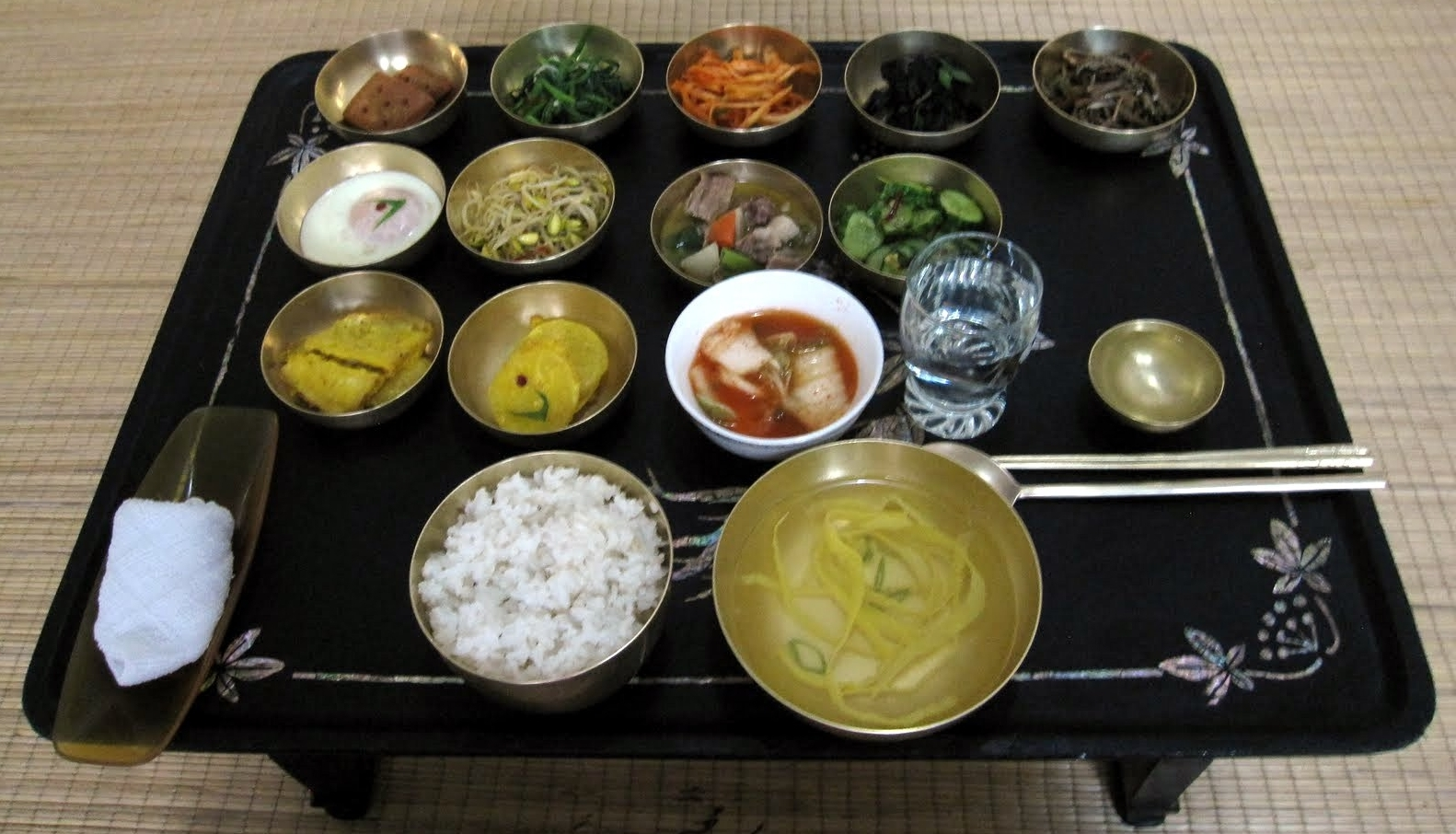
تنوعی از غذاهای کره شمالی

آشپزی کره شمالی، شیوه‌ها و غذاهای سنتی آشپزی کشور کره شمالی است. پایه‌های آن بر سنت‌های کشاورزی و کوچ‌نشینی در جنوب منچوری و شبه جزیره کره بنا نهاده شده است. برخی از غذاها بین دو کره مشترک است. با این حال، در دسترس بودن و کیفیت غذاهای شمالی، بیشتر تحت تأثیر شکاف طبقاتی سیاسی-اجتماعی قرار دارد.
از لحاظ تاریخی، آشپزی کره‌ای طی قرن‌ها تغییر اجتماعی و سیاسی تکامل یافته است. این کشور که از سنت‌های کشاورزی و کوچ‌نشینی باستانی در جنوب منچوری و شبه جزیره کره سرچشمه می‌گیرد، تعامل پیچیده‌ای از محیط طبیعی و روندهای فرهنگی مختلف را پشت سر گذاشته است. غذاهای برنجی و کیمچی از غذاهای اصلی کره ای هستند. در یک وعده غذایی سنتی، آنها هم غذاهای جانبی (پانچان) و هم غذاهای اصلی مانند چوک (فرنی)، پولگوگی (گوشت کبابی) یا میون (نودل) را همراهی می‌کنند. مشروب سوجو شناخته شده‌ترین الکل سنتی کره ای است.

## آشپزی کره شمالی

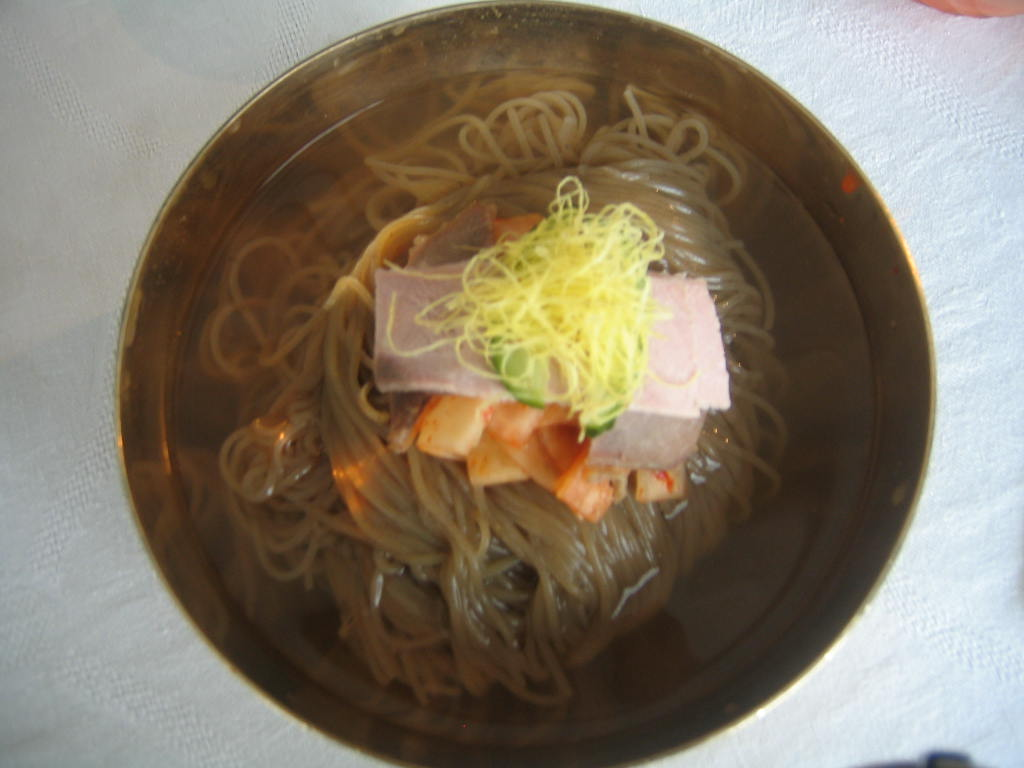
پیونگ‌یانگ - نائنگ میون یک غذای نودل سرد است.

برخی از غذاها و خوراکی‌های کره شمالی نیز در کره جنوبی تهیه می‌شوند و بسیاری از غذاهایی که منشأ آنها در کره شمالی است، پس از جنگ کره توسط خانواده‌های مهاجر به کره جنوبی آورده شده‌اند. بسیاری از این غذاهای وارداتی به غذاهای اصلی در رژیم غذایی کره جنوبی تبدیل شده‌اند.
طعم‌های برخی از غذاهای کره شمالی با نسخه‌های کره جنوبی متفاوت است، به طوری که برخی از آنها تندی کمتری داشته و از نظر ترکیب متنوع‌تر از انواع کره جنوبی هستند. غذاهای کره شمالی به عنوان غذاهایی دارای طعمی خاص توصیف شده‌اند که ناشی از استفاده از مواد اولیه با طعم‌های شیرین، ترش، تند و تیز است که در ترکیباتی که این اثر را به وجود می‌آورد، ایجاد می‌شود.
برخی از رستوران‌ها، به ویژه در پیونگ‌یانگ، قیمت‌های بالایی نسبت به دستمزد متوسط کارگران در کره شمالی دارند. شهروندان کره شمالی معمولاً تانوایی مالی خرید از رستوران‌ها را ندارند. بر اساس قیمت‌گذاری آنها، رستوران‌های لوکس معمولاً فقط برای رهبران با درآمد بالا از دولت کره شمالی، گردشگران بازدیدکننده از کشور و طبقه متوسط ثروتمند در حال ظهور تونجو (돈주) در کشور در دسترس هستند. تونجو به معنای «سرپرستان پول» است و تونجو معمولاً در مناصب دولتی، موقعیت‌های مربوط به کسب و کارهای دولتی خارج از کشور و جایگاه شغلی مربوط به جذب سرمایه‌گذاری و واردات محصولات به کشور قرار دارند.
برخی از غذای خیابانی‌ها در کره شمالی وجود دارند، مانند پیونگ‌یانگ که فروشندگان دکه‌های غذا را اداره می‌کنند. اولین پیتزافروشی در کره شمالی در سال ۲۰۰۹ افتتاح شد. نوشیدنی‌های الکلی در کره شمالی تولید و مصرف می‌شوند و سن قانونی نوشیدن الکل در این کشور ۱۸ سال است.

## غذاها و خوراک‌های کره شمالی
- جو[۶]

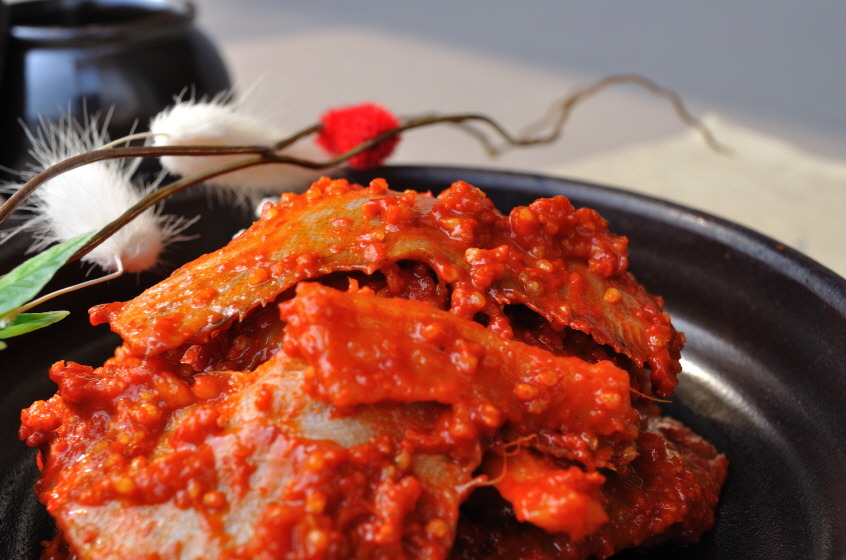
نمونه‌ای از کجامی شیک‌آئه، غذایی تخمیر شده و نمک‌سود که در کره شمالی با استفاده از کفشک ماهی تهیه می‌شود.

- سوپ دنده گاو، غذایی که معمولاً توسط افراد عالی‌رتبه مصرف می‌شود؛ به این دلیل که گاوها برای کشاورزی توسط افراد عادی بسیار مهم هستند.[۲۰]
- گل زنگوله‌ای[۲۱]
- توتیای دریایی - همچنین به عنوان خارپشت دریایی یا uni (ژاپنی: ウニ؟) نیز شناخته می‌شود.
- چاپچه[۲۲]
- مرغ[۲۳]
- خورش کلم چینی[۲۴]
- چوکبال - شامل پای خوک پخته شده با سس سویا و ادویه‌های مختلف است.[۳] مواد افزودنی دیگر می‌تواند شامل پیاز، تره فرنگی، سیر، دارچین و فلفل سیاه باشد.[۳]
- کوکی‌ها[۱۷]
- ذرت - آسیاب کردن ذرت برای کره شمالی‌ها غیرمعمول نیست، که اغلب شامل بلال و پوسته ذرت برای افزایش غلظت مخلوط می‌شود[۶]
- قارچ‌های خوراکی – مانند قارچ کاج وحشی[۶]

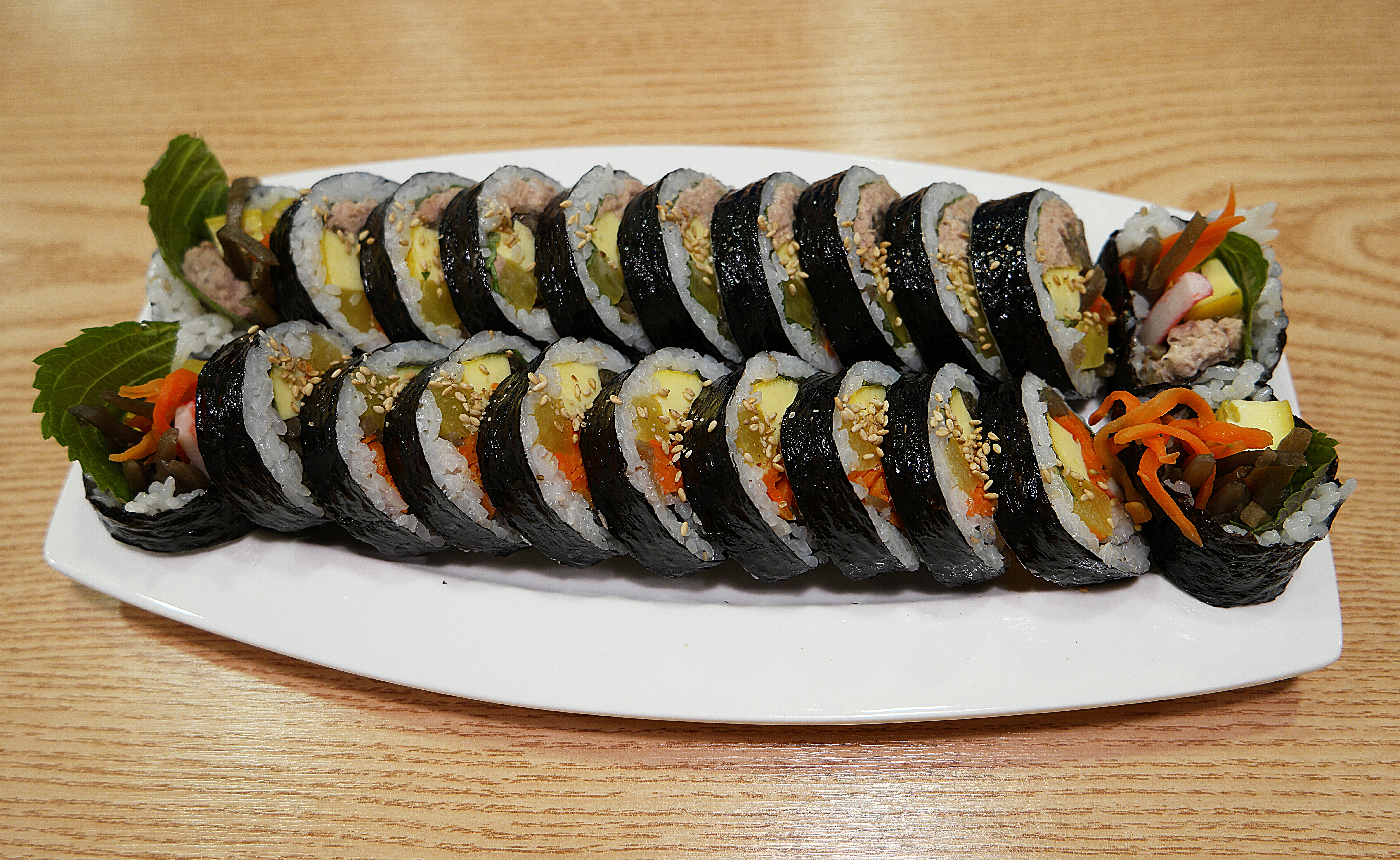
نمونه‌ای از کیمباپ

- گیاهان و سبزیجات - به عنوان یک ماده اولیه و در سالادها استفاده می‌شوند[۶]
- قابلمه داغ[۲۱]

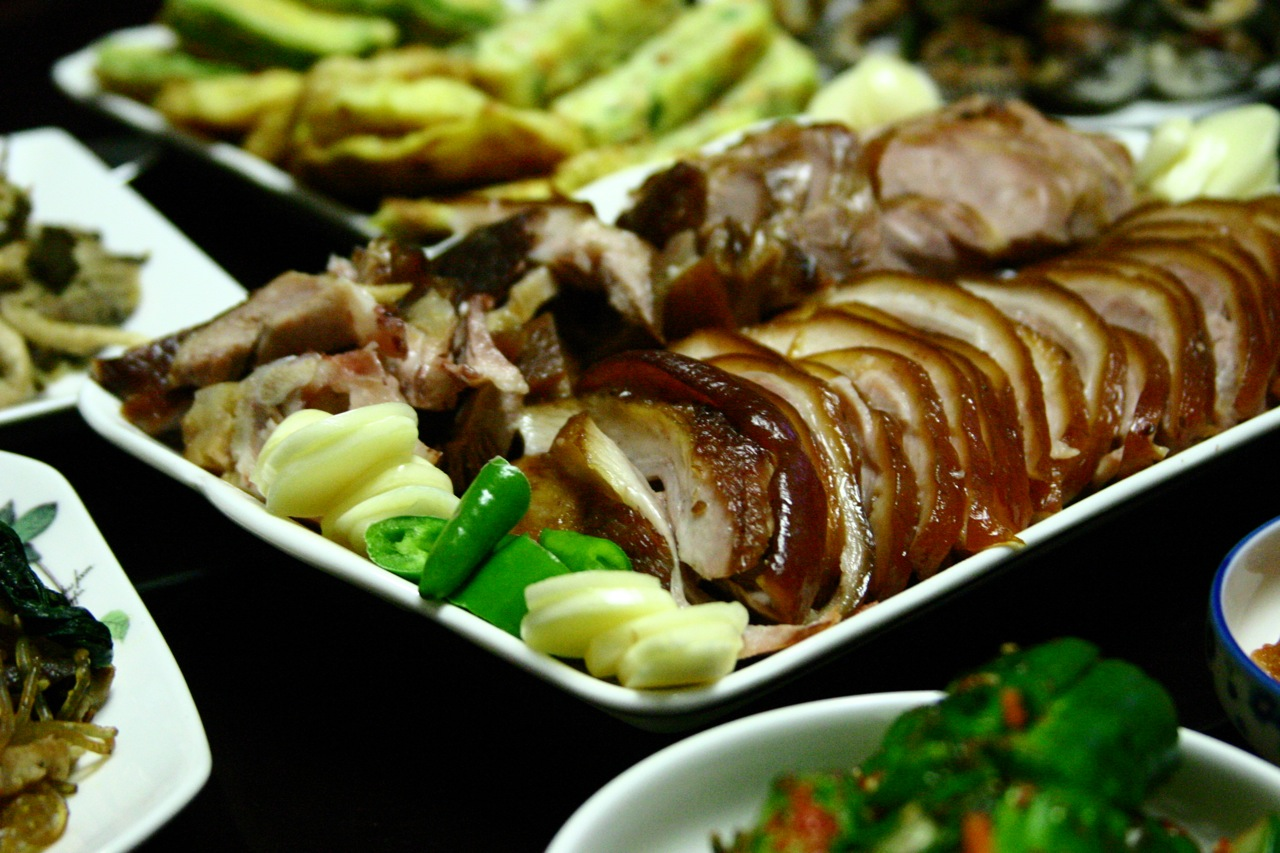
نمونه‌ای از چوکبال

- کجامی شیکه - غذایی تخمیر شده و نمک سود شده که در کره شمالی با استفاده از ماهی کفشک و مواد افزودنی مانند کینوا، سیر، زنجبیل و فلفل چیلی تهیه می‌شود.[۳]
- کیمباپ[۲۲]
- کیمچی - در کره شمالی بسیار رایج است، هم به عنوان چاشنی و هم به عنوان غذای جانبی مصرف می‌شود و اغلب همراه هر وعده غذایی است.[۶][۵][۲۲][۲۵][۲۶][۲۷]کیمچی در ماه‌های زمستان که سبزیجات تازه در دسترس نیست، مورد توجه کره شمالی‌ها قرار دارد.[۶]
  - ککاکتوکی - کیمچی تربچه خرد شده
- کوگی باپ - یک غذای برنجی با گوشت مصنوعی، یک غذای خیابانی محبوب کره شمالی است[۱۶]
  - اینجو کوگی - سوسیس‌هایی که با استفاده از سویا و سایر مواد اولیه تهیه می‌شوند.[۱۶]
  - اینجو کوگی باپ - برنج پخته شده که در پوست خمیر سویای باقی مانده پیچیده شده است.
- شاه بلوط کره‌ای[۲۱]
- ماندو - کوفته‌های مختلف، سبک‌های ماندو در مناطق مختلف کره شمالی متفاوت است[۳]
  - پیونسو - ماندوی مربع شکل محبوب در کائسونگ
- گوشت‌ها - گوشت خوک رایج‌ترین گوشت مصرفی است، به همراه خرگوش، بز، گوشت گاو و گاهی سگ[۶]
- ارزن[۲۸]
- میوک-کوک - یک سوپ سبزیجات مغذی تهیه شده با جلبک دریایی[۲۲]
- نامپو هویباریو چوگاگوئی (کباب صدف بنزینی) - نوعی غذای خیابانی کره شمالی که در شهر نامپو محبوب است. صدف‌ها را با بنزین آغشته کرده و به مدت پنج تا ده دقیقه آتش می‌زنند.[۲۹]

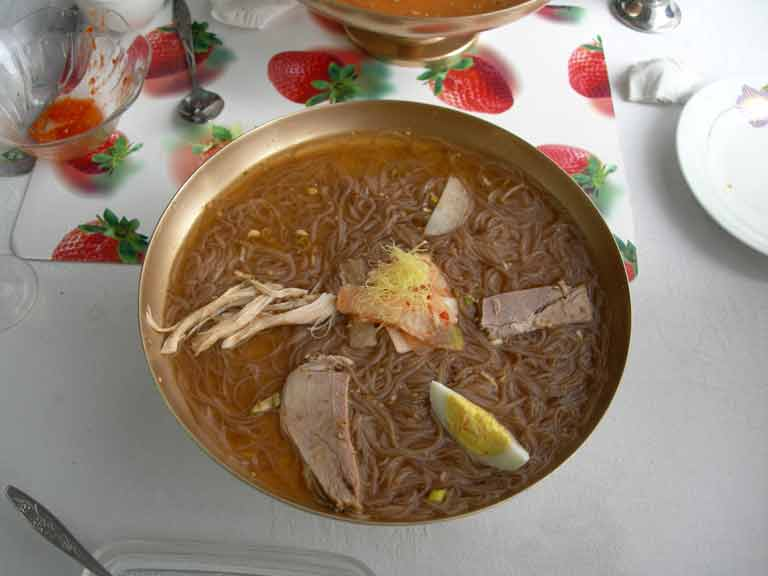
رانگمیون در رستوران اوکریو-گوان در پیونگ یانگ، کره شمالی سرو می‌شود

- رشته فرنگی و غذاهای رشته فرنگی[۳۰] - در فرهنگ کره شمالی، رشته فرنگی بلند نشان دهنده زندگی طولانی یا ازدواج طولانی است و رشته فرنگی بلند در عروسی‌ها سرو می‌شود.[۲۷]
  - سوپ رشته فرنگی گوشت گاو[۲۵]
  - رشته فرنگی ذرت[۳۱][۳۲]
  - رانگ‌میون - که در کره جنوبی به آن "نائنگ‌میون" می‌گویند، یک غذای سنتی کره‌ای با رشته فرنگی سرد است که در کره شمالی با استفاده از رشته فرنگی گندم سیاه تهیه می‌شود.
  - رامیون - در کره شمالی به عنوان "رشته فرنگی فرفری" یا "kkoburang-kuksu" (꼬부랑국수) شناخته می‌شود.[۳۱] شین رامیون یک برند رشته فرنگی فوری تولید شده در کره جنوبی است که به دلیل قیمت نسبتاً گران آن در کره شمالی با حدود ۸۰۰ وون برای هر واحد، در کره شمالی با نام مستعار «پول رامن» شناخته می‌شود.[۳۱] در سال ۲۰۰۹، جعبه‌های شین رامیون که حاوی بیست بسته رامن در هر جعبه بودند، حدود ۳۰۰۰۰ وون کره شمالی قیمت داشتند که در کره شمالی گران است و بنابراین برای اکثر شهروندان کره شمالی با این قیمت در دسترس نیست. [الف]
  - رشته فرنگی برنج[۲۴]

- پاجون[۲۵]

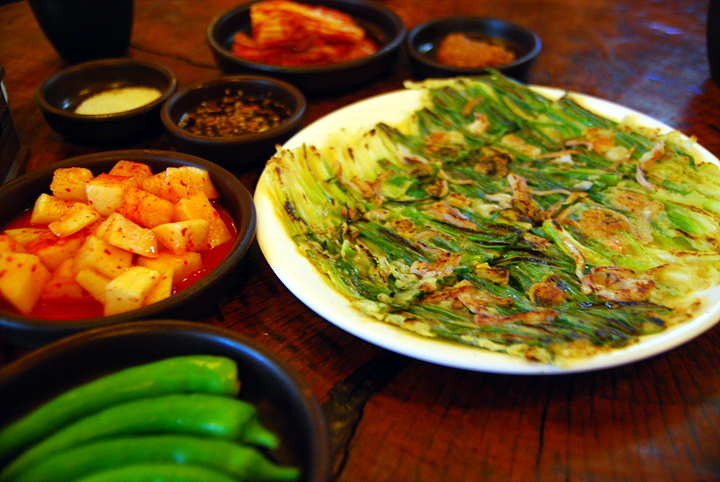
پآجون: تصویر، همولپآجون است، یک پنکیک دریایی با پیازچه

- پانچان - غذاهای جانبی که همراه با وعده‌های غذایی کامل سرو می‌شوند، غذاهای پانچان معمولاً تند، شور یا ترش هستند و بسیاری از آنها تخمیر می‌شوند که به آنها طعم می‌دهد.[۵] رستوران‌ها در کره شمالی معمولاً برای این مخلفات هزینه دریافت می‌کنند.[۲۵]
  - پانسنگی - ترکیبی از غذاها و مخلفات مختلف مانند برنج، آبگوشت، سبزیجات تخمیر شده و گاهی گوشت. این یک روش محبوب برای تهیه غذا در کائسونگ است.
- قرقاول[۲۴][۳۴]
- بیبیم بپ - برنج سفید با سبزیجات و سایر مواد تشکیل دهنده[۲۵][۲۲][۲۸]
  - تولسوت بیبیم بپ[۲۵]- دیگ سنگی داغ pibimpap
- خیار ترشی[۲۱]
- پیندا-تتوک - یک پنکیک لوبیا سبز سرخ شده که با استفاده از لوبیا مونگ، پیاز سبز و کیمچی.[۲۰][۲۲][۳] پیندا-تتوک برای اولین بار تحت نام بینجاتوک در امسیک تیمیپانگ، یک دایرةالمعارف آشپزی نوشته شده در دهه ۱۶۷۰ توسط چانگ کی هیانگ که همسر یک مأمور دولتی بود.
- فرنی - یک غذای اصلی در کره شمالی[۵]
- سیب زمینی و غذاهای سیب زمینی.[۲۸][۶]
- بولگوگی - گوشت گاو ماریین شده و کباب شده[۲۲][۲۸]
- تخم بلدرچین و ژله تخم بلدرچین[۲۴]
- برنج[۲۰][۲۸] - برنج دانه کوتاه یک غذای اصلی در کره شمالی است.[۵]
- کیک‌های برنج[۶]
- غذاهای دریایی - غذاهای دریایی و غذاهای دریایی خام و غذاهای دریایی یک غذای اصلی در کره شمالی است[۵][۲۵]
  - آلاسکا پولاک[۳۵]
  - صدف‌ها[۵][۶]
  - ماهی قزل آلا[۵]
  - گیمباپ سوشی[۲۲]
  - مولت خاکستری سوپ ماهی[۲۰]
  - هشت پا[۲۴]
  - ماهی قزل آلا و ماهی قزل آلا خام[۲۵]
- جلبک دریایی[۶]
- شینسلو[۲۰]

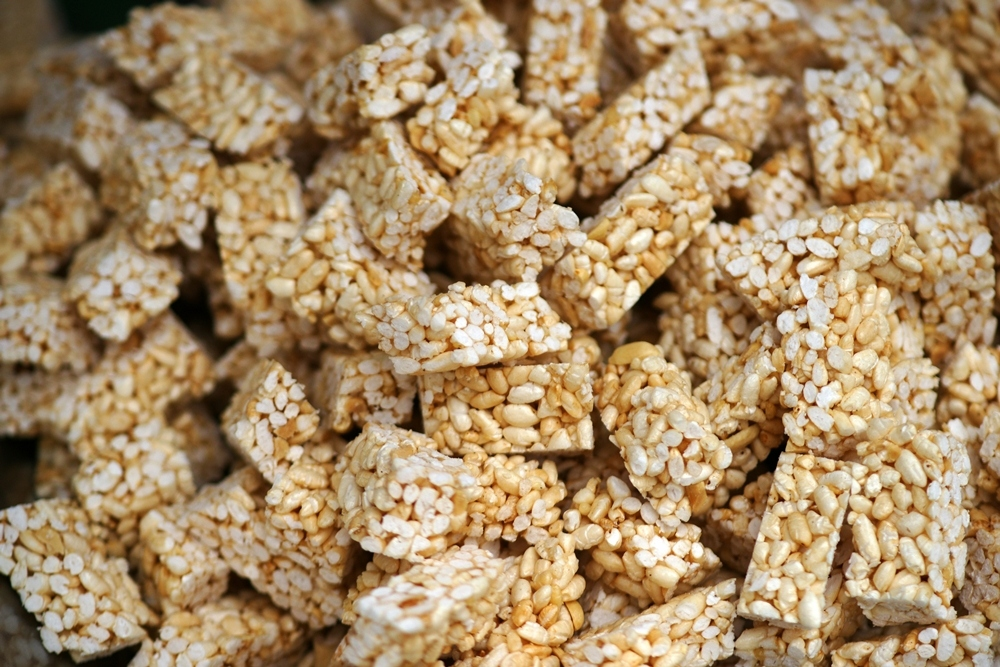
نمونه‌ای از کانگجونگ

- غذاهای میان‌وعده - نمونه‌هایی از غذاهای میان‌وعده تولید شده در کره شمالی شامل کانگجونگ، کلوچه، تنقلات پفکی و تکه‌های پشمک است.[۱۷]
- ساندی - سوسیس‌های سنتی کره‌ای که غذای خیابانی محبوبی هستند[۱۶]
- سونگ‌گو-کوک
- تانگوگیکوک - سوپ سنتی با گوشت سگ به عنوان ماده اصلی[۲۲][۳۶][۳۷][۲۷][۳۸][۲۴]
- توفو - غذای اصلی در کره شمالی[۵][۲۱][۳۰]
  - توفو باپ - غذایی از توفو و برنج که یک غذای خیابانی رایج در کره شمالی است.[۱۶]
- توتوری-موک – ژله بلوط[۶]
- تتوک - کیک برنجی چسبناک، گاهی با مواد پرکننده[۲۲]
- گوشت بوقلمون[۲۱]
- یاک‌پاپ - یک غذای شیرین سنتی که با استفاده از برنج چسبناک بخارپز، شاه بلوط، خرما، عسل و سایر مواد تهیه می‌شود[۲۶]

غذاها و خوراکی‌های کره شمالی
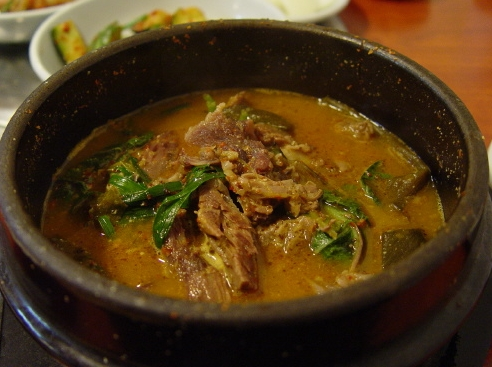
تانگوگیکوک
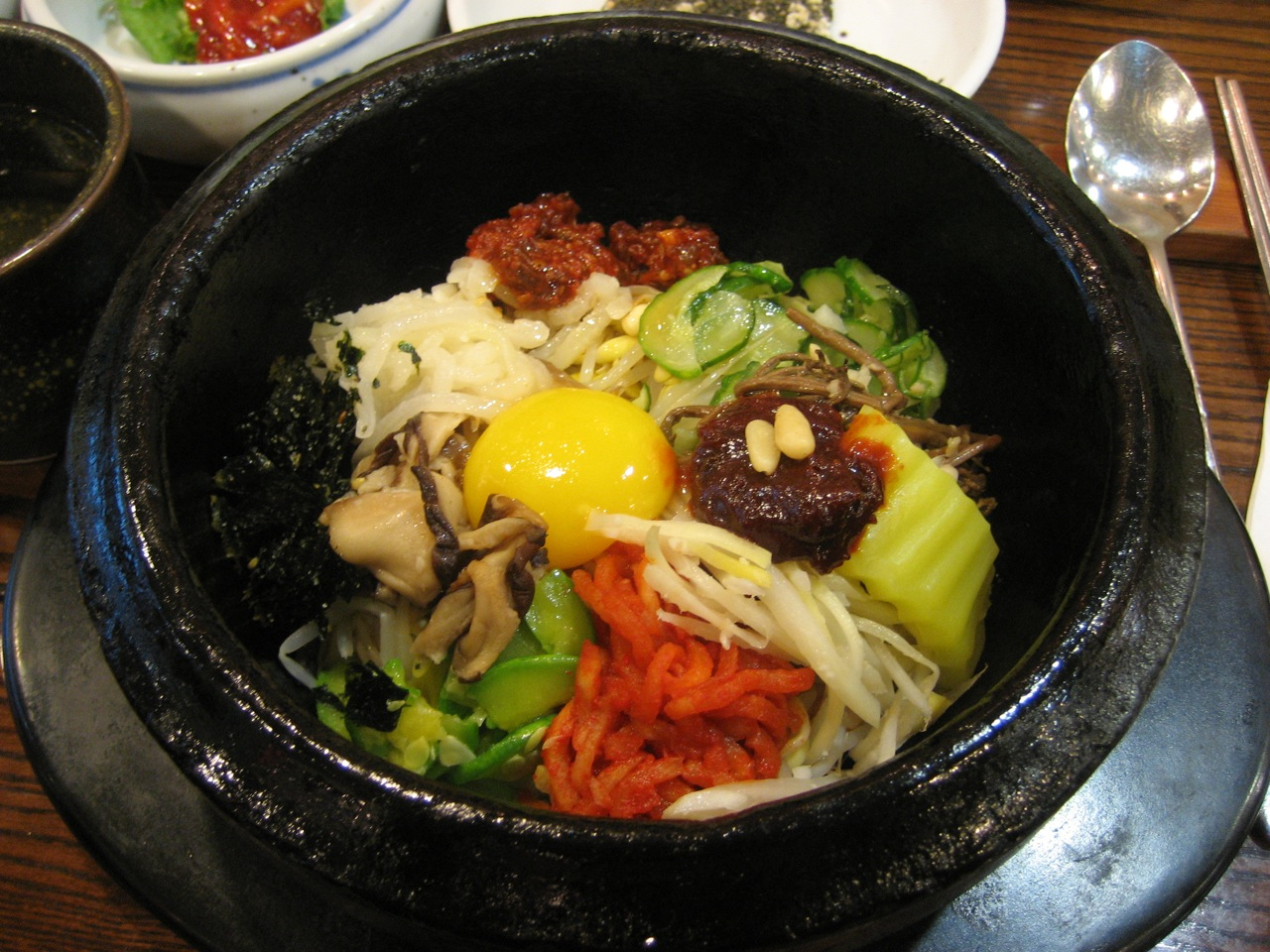
تولست پیبیماپ
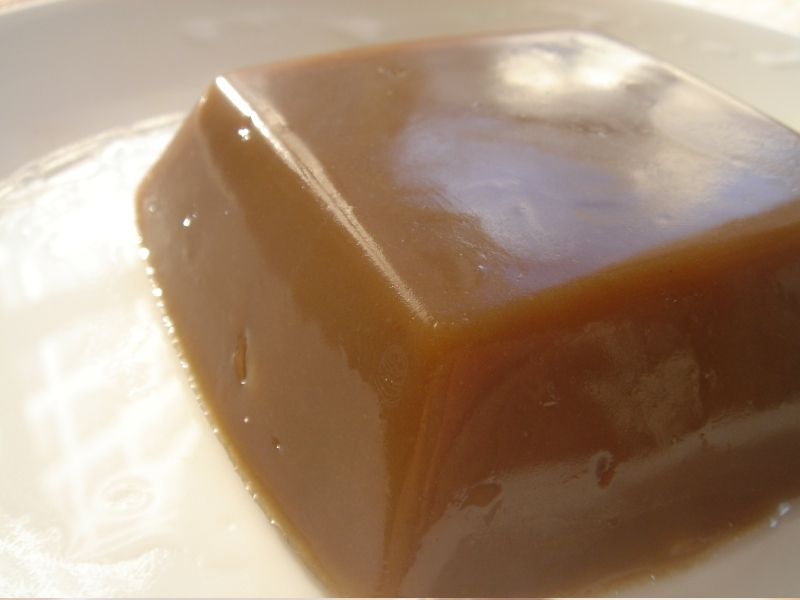
توت‌اوریموکِ بدون چاشنی
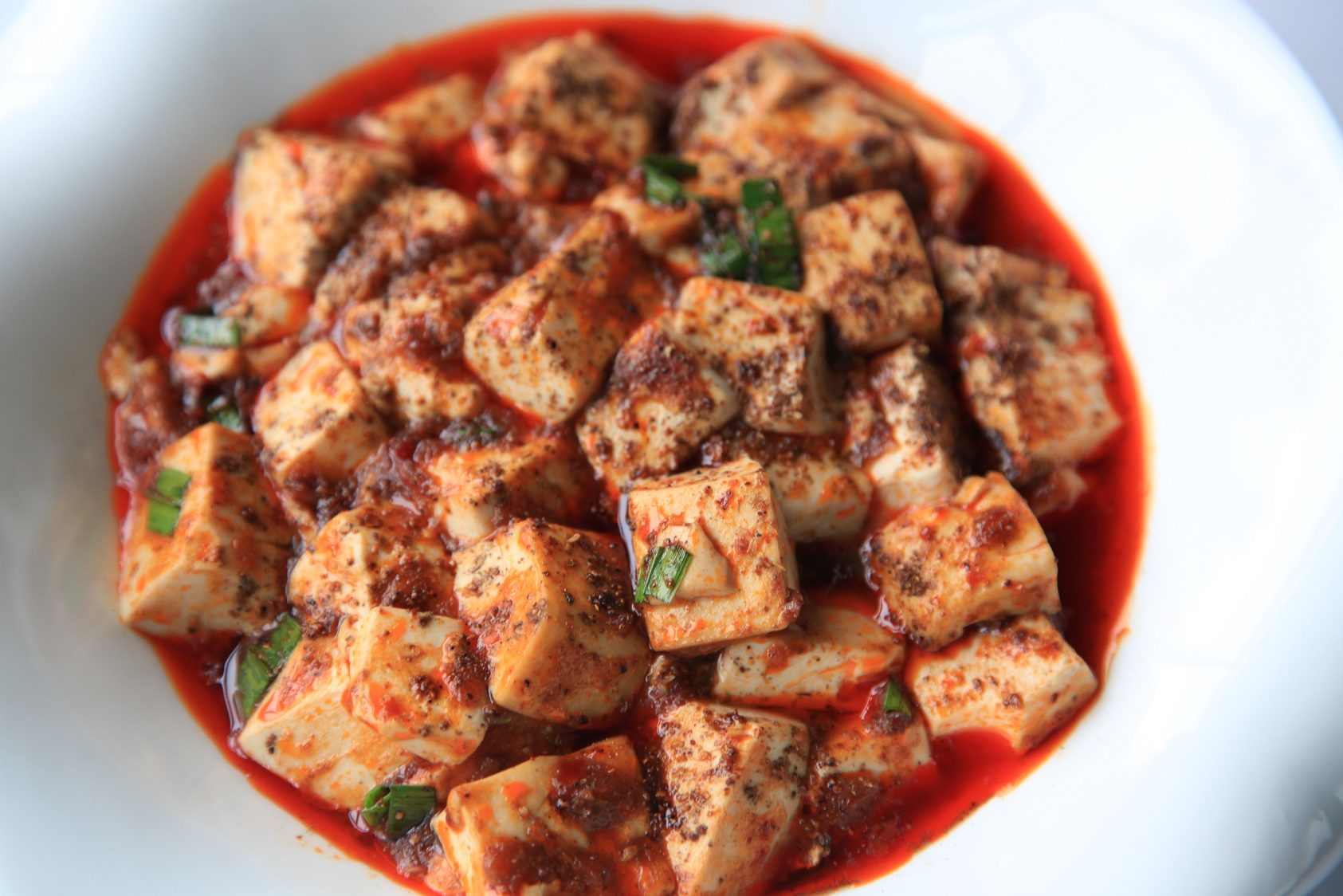
ماپو توفو اصالتاً چینی است و در کره شمالی مصرف می‌شود.
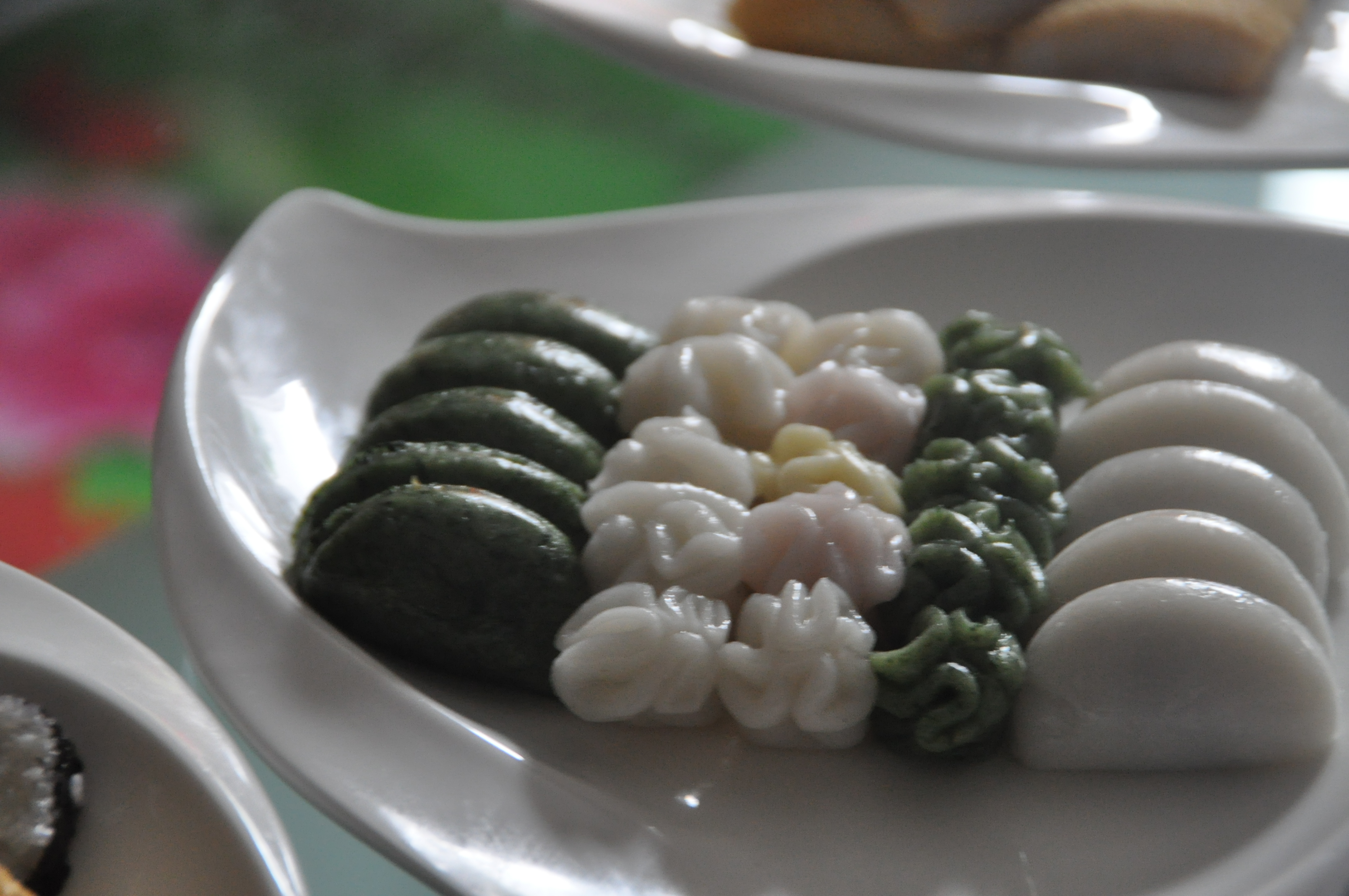
تتوک در پیونگ یانگ ، کره شمالی
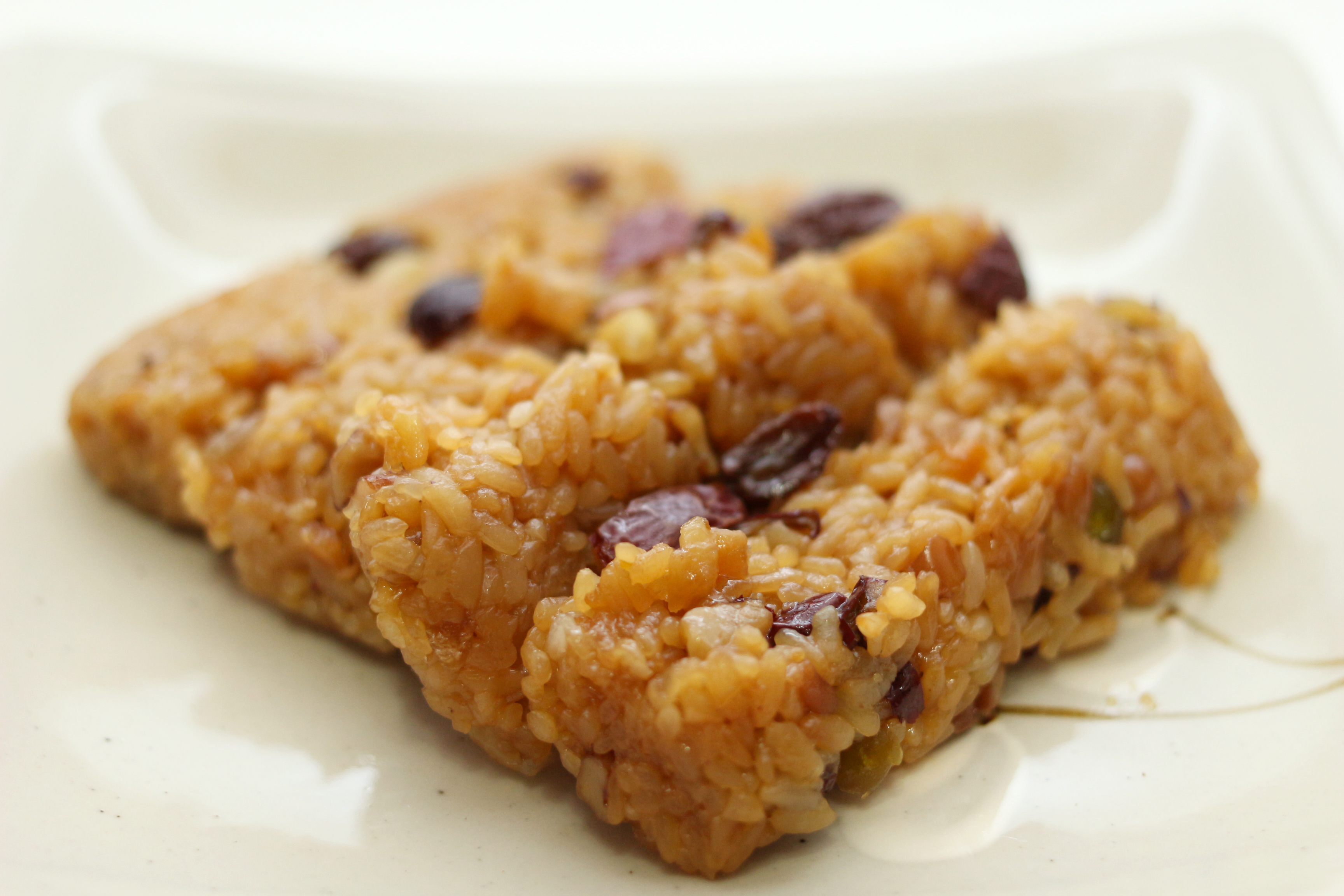
یاکپا
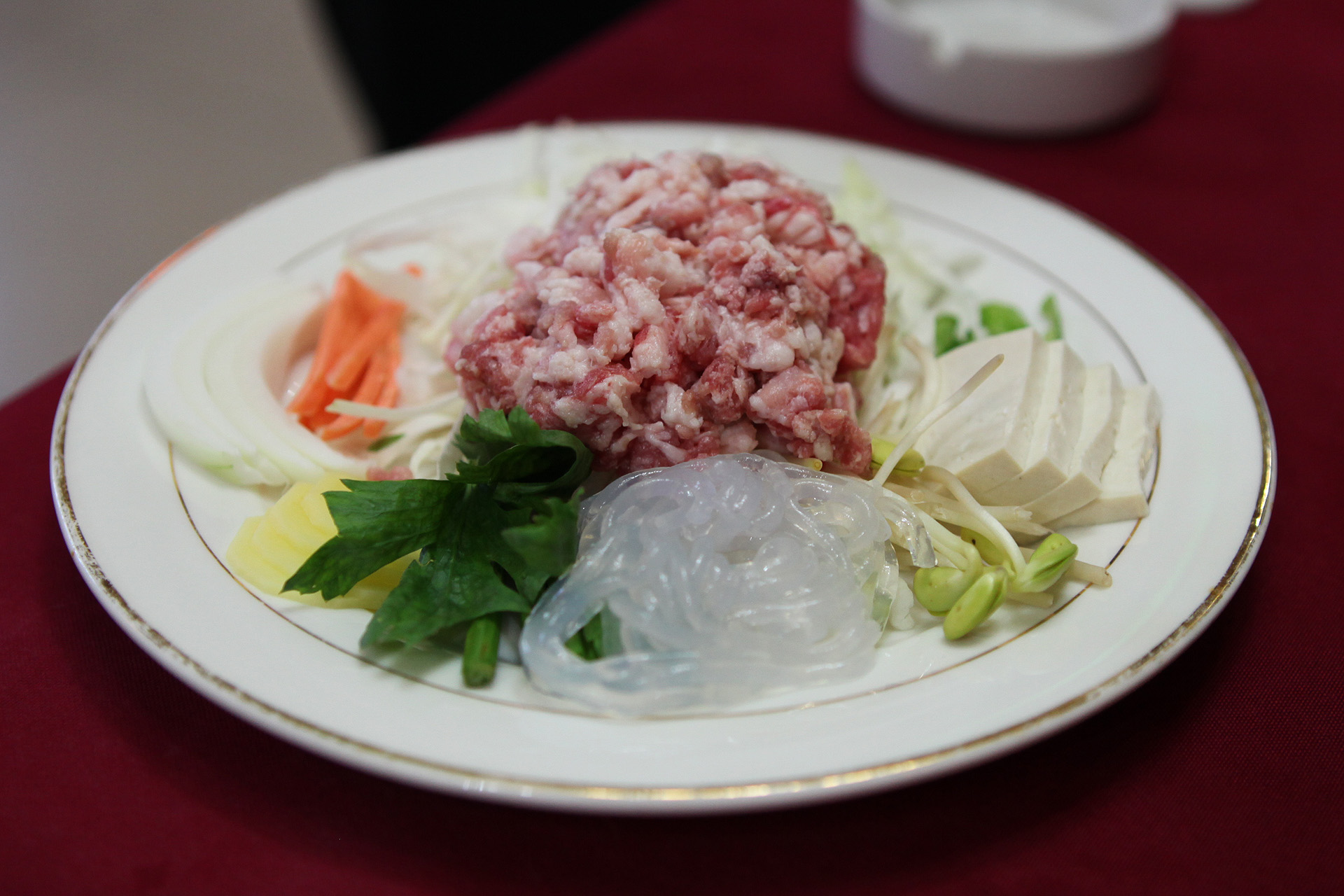
برخی از غذاهای رایج در کره شمالی
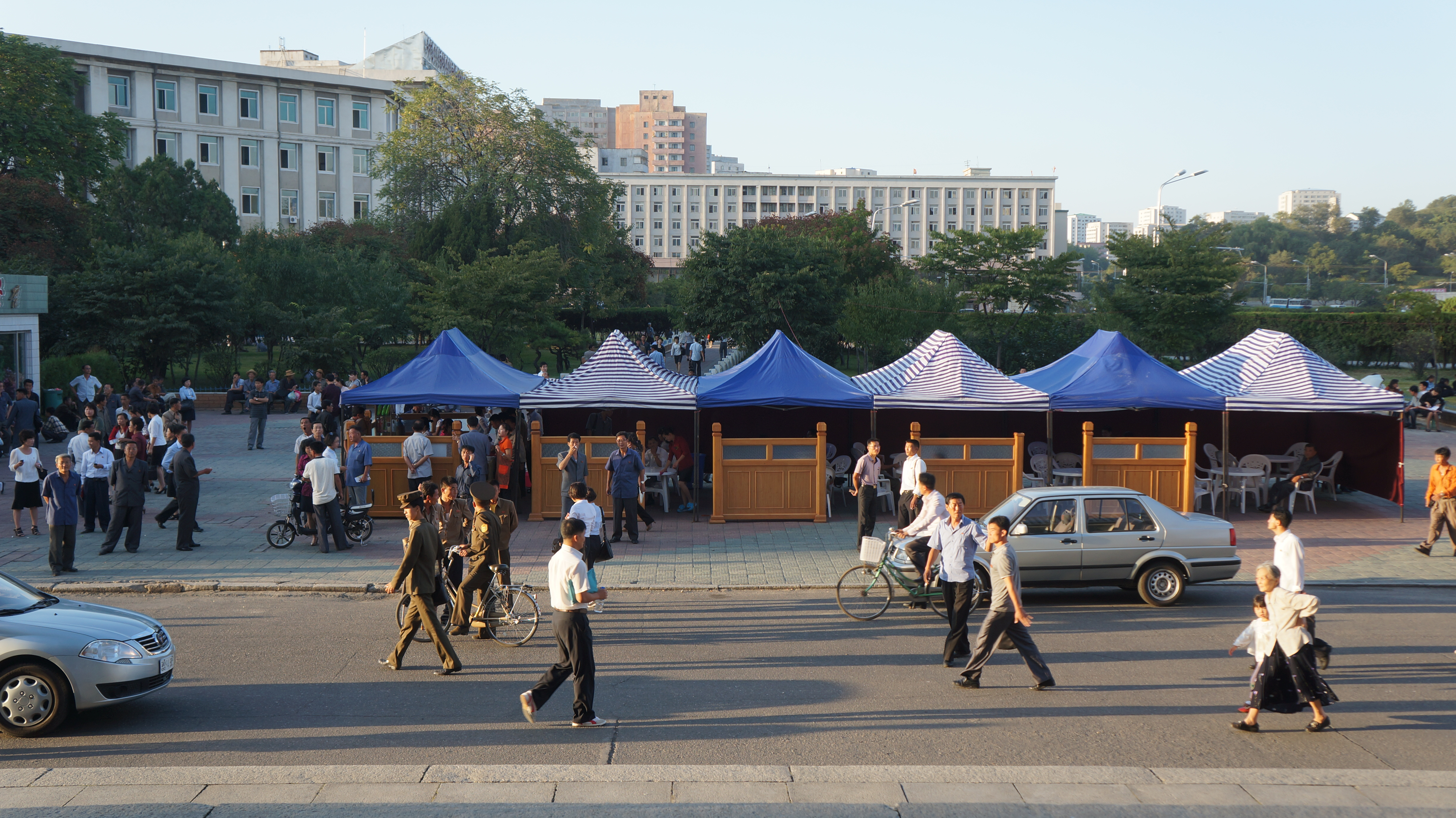
فروشندگان غذای خیابانی در پیونگ یانگ، کره شمالی
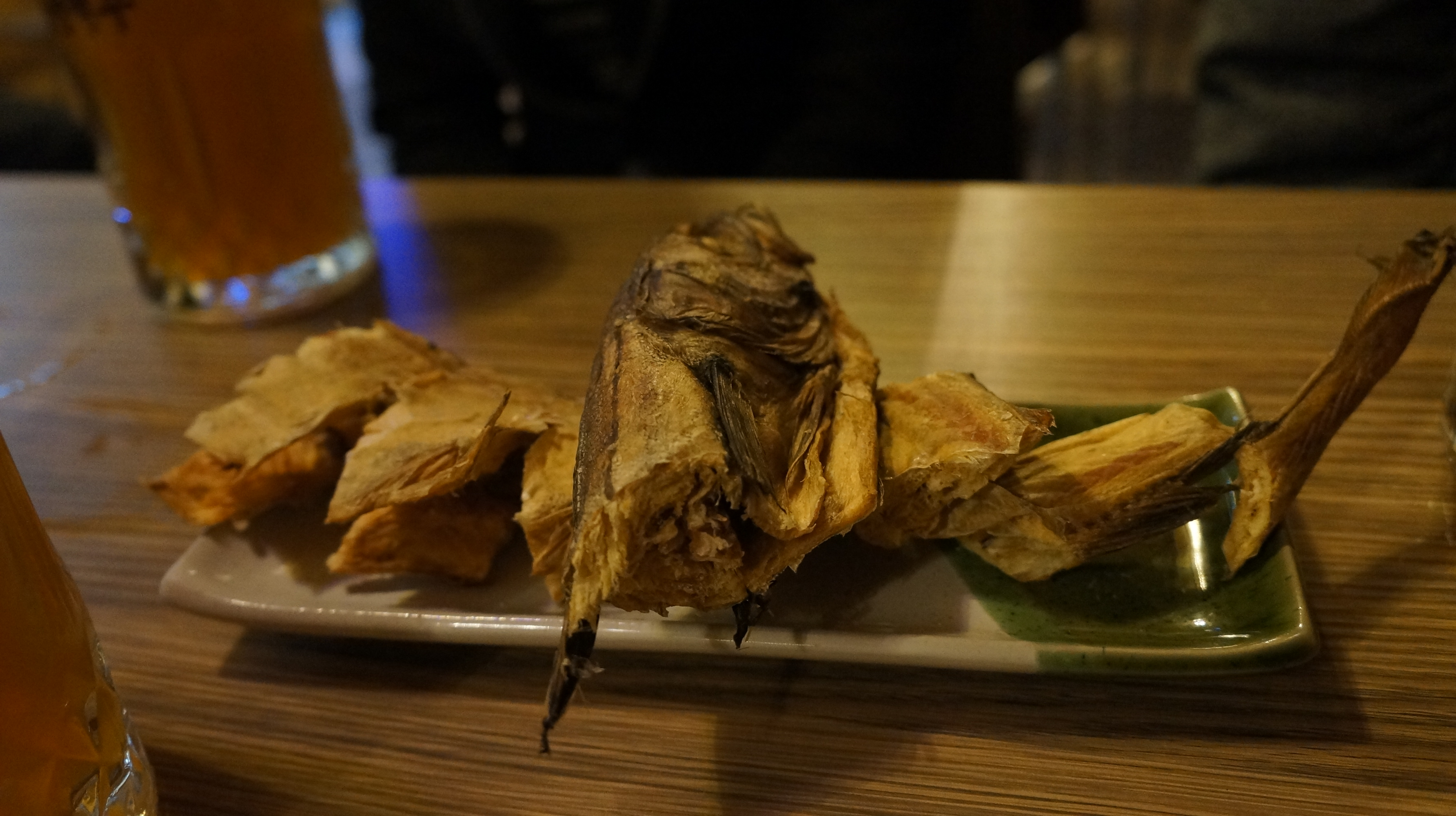
پولاک خشک‌شده در کارخانه آبجوسازی راکوون پارادایس. پولاک خشک‌شده یک میان‌وعدهٔ رایج در برخی مناطق کرهٔ شمالی است.
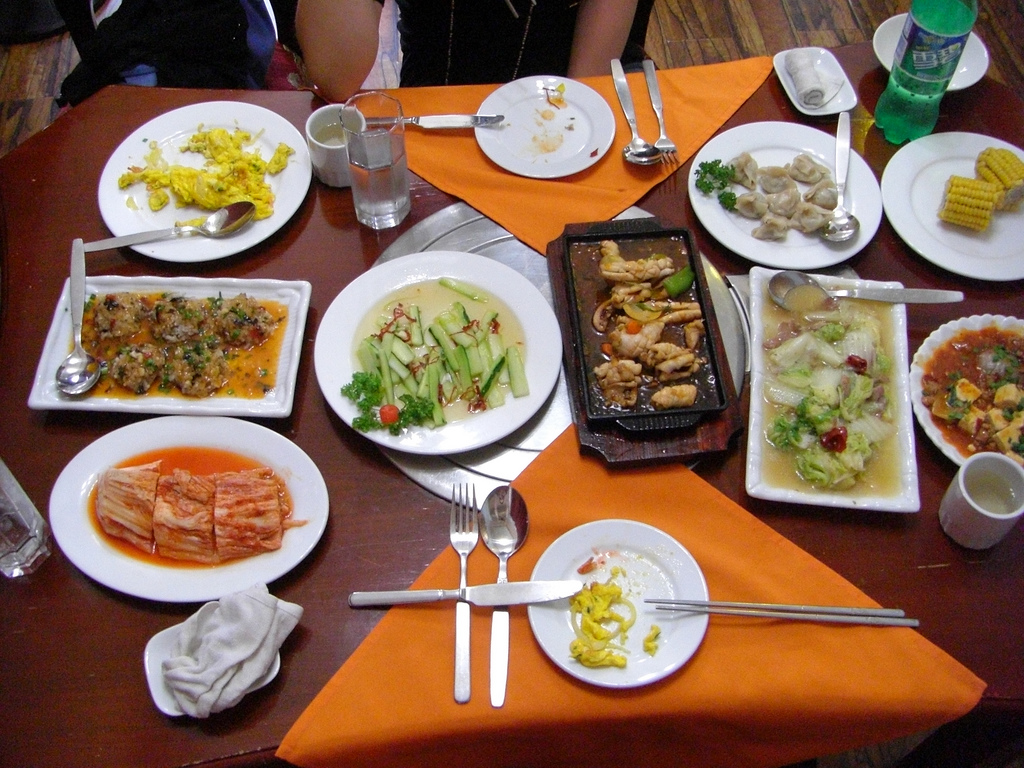
ناهار در رستورانی در پیونگ یانگ
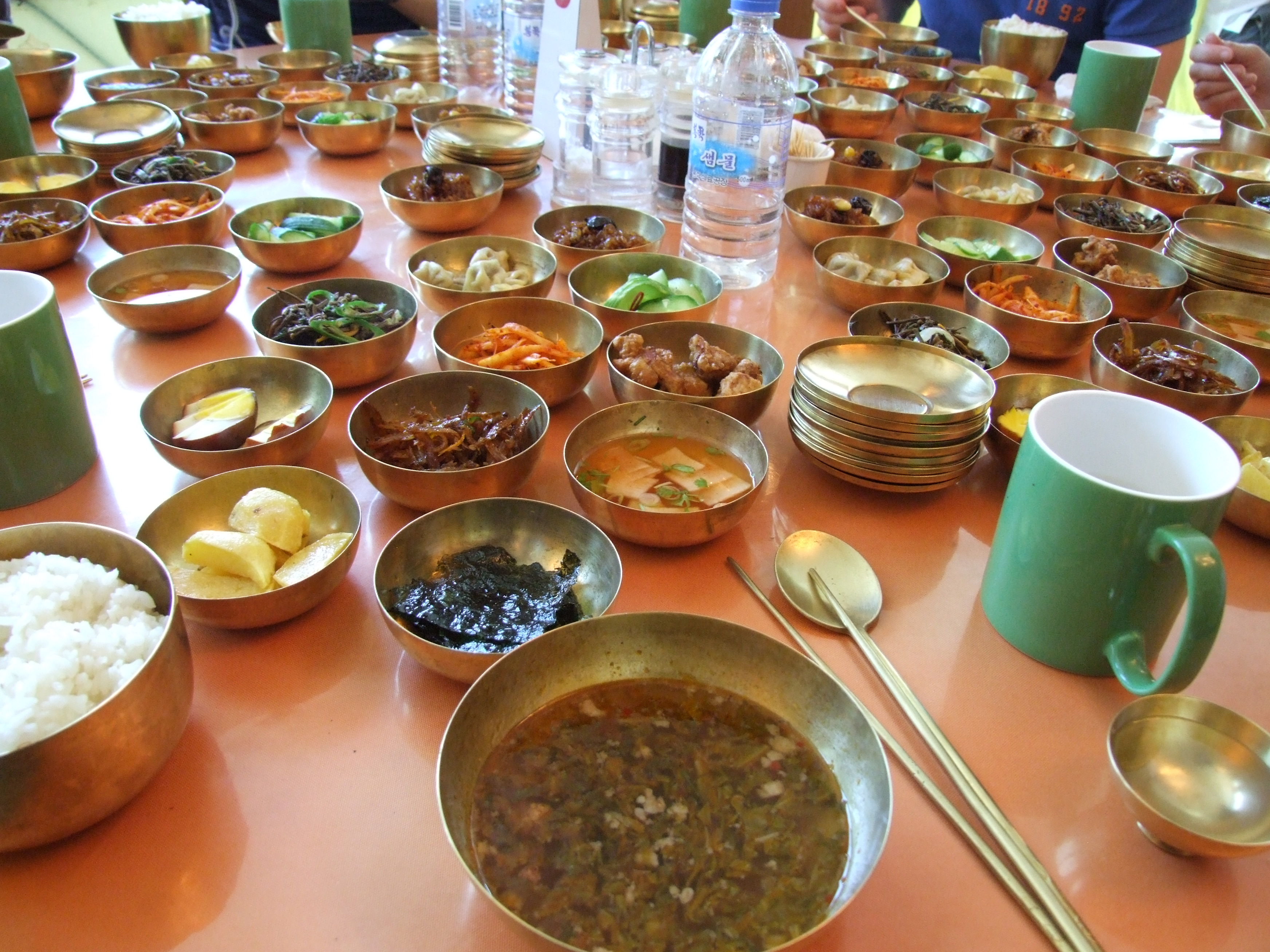
ناهار در رستورانی در کائسونگ
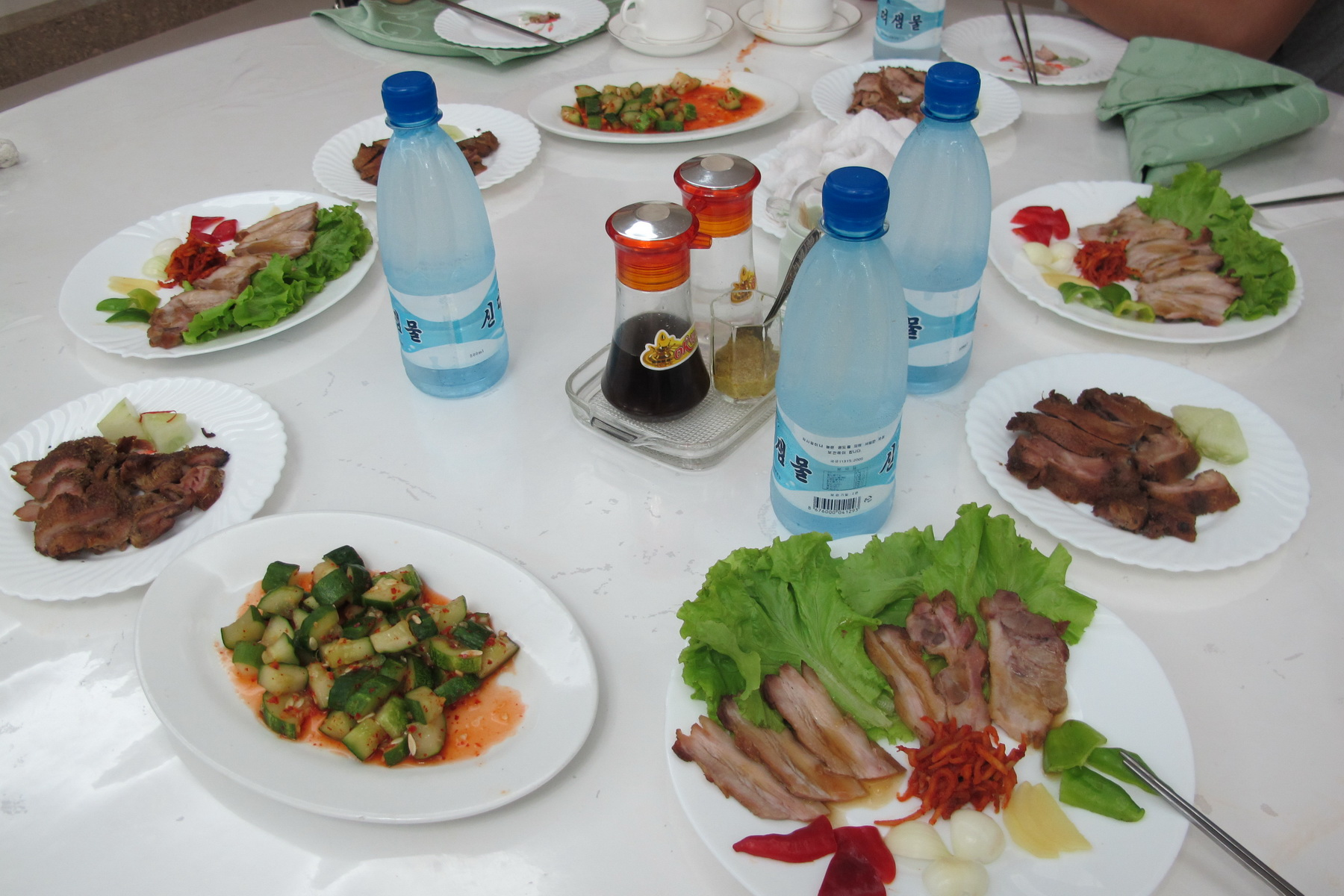
غذاهای کره شمالی
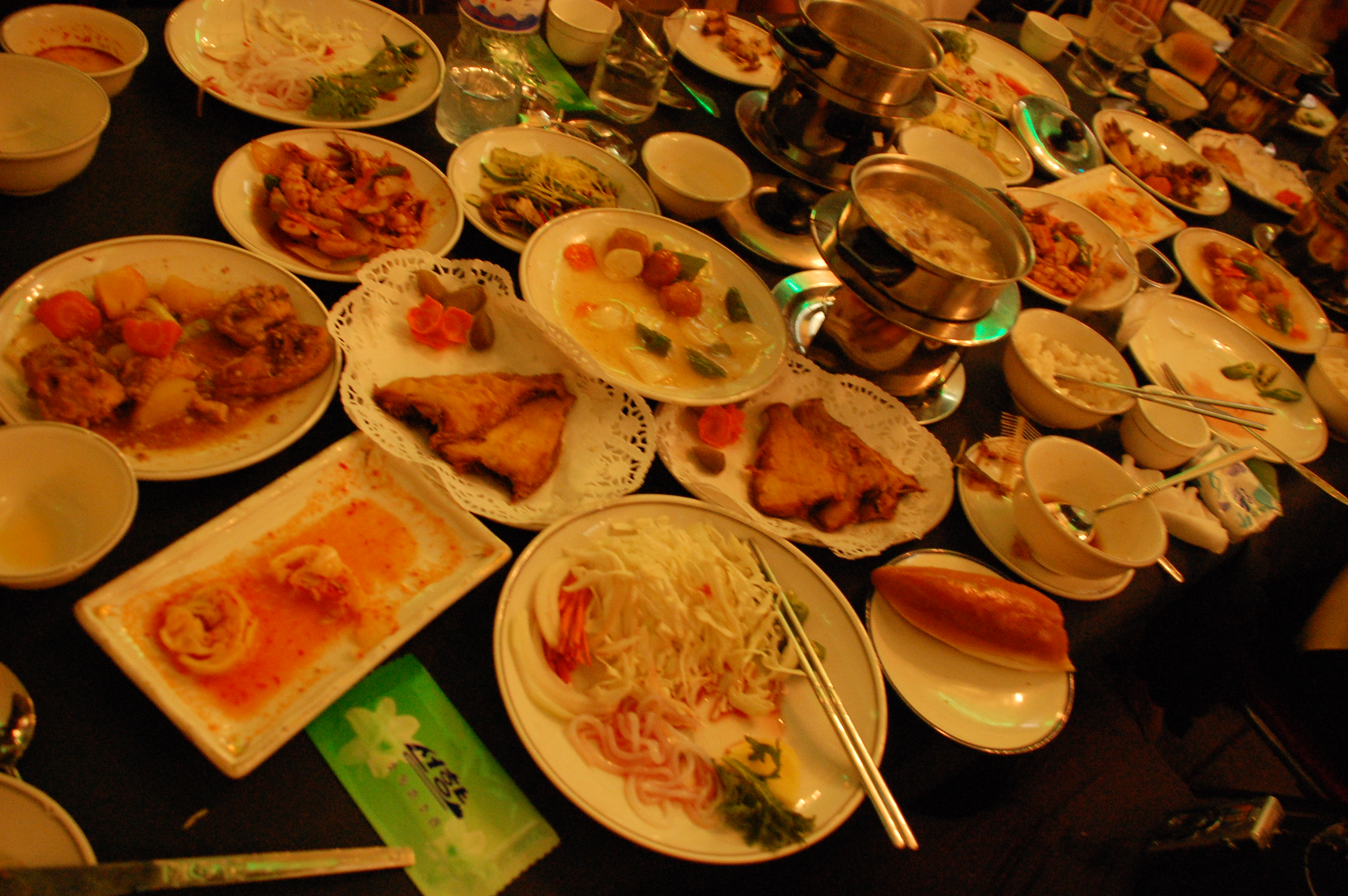
غذاهای یک رستوران در پیونگ یانگ
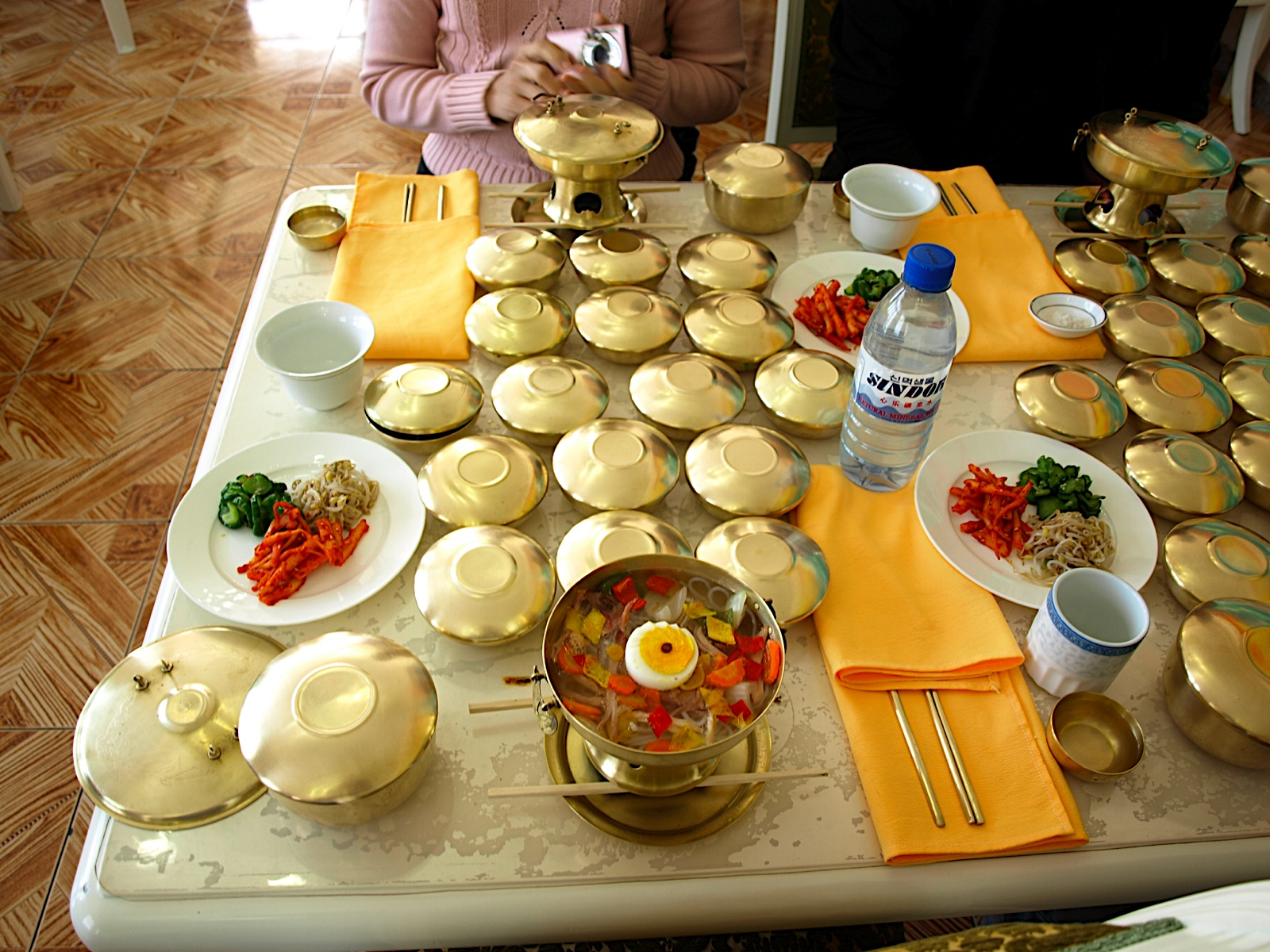
غذاهای دربسته در رستوران تونگیل در کائسونگ
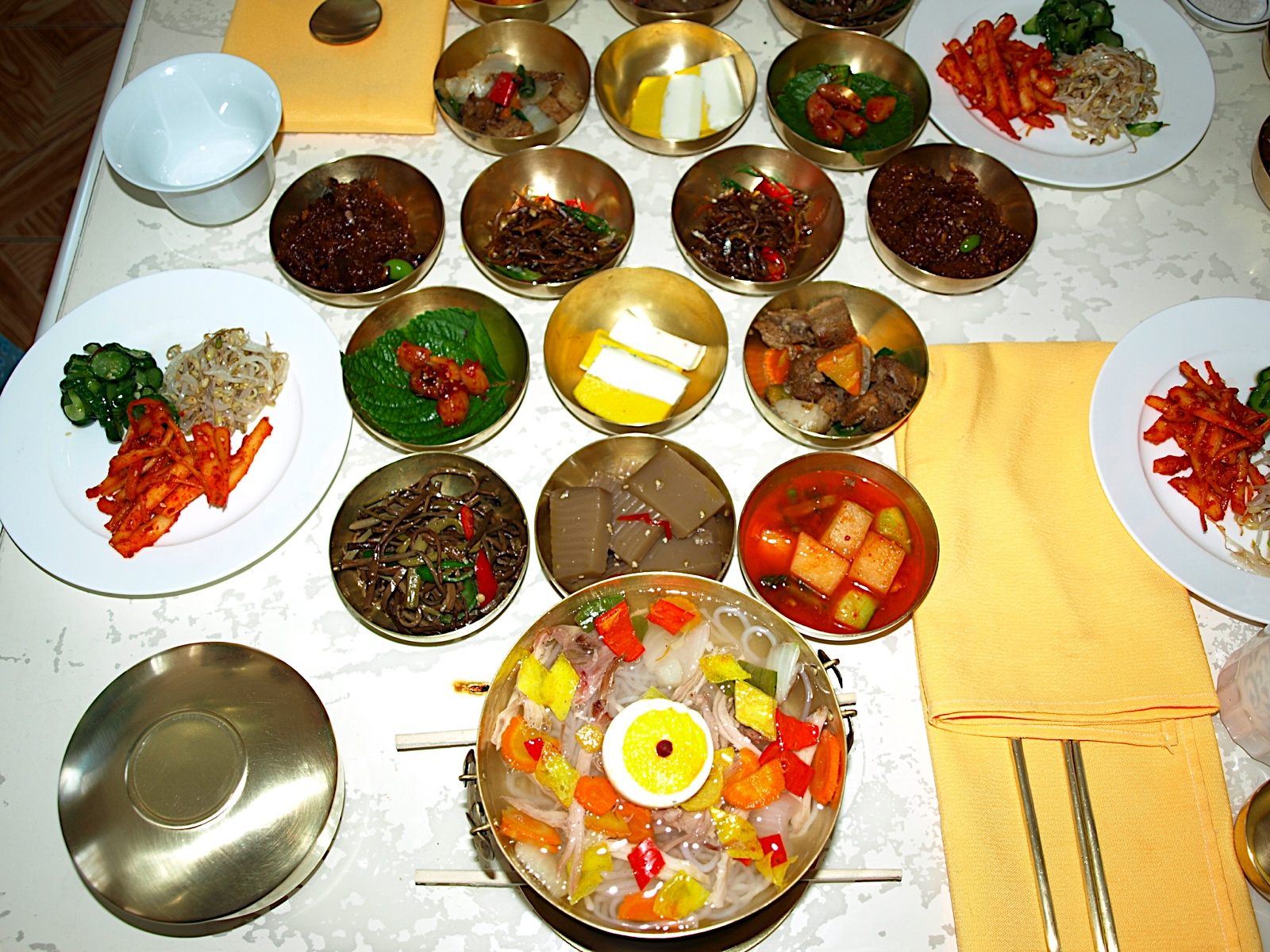
غذاهای رستوران تونگیل در کائسونگ
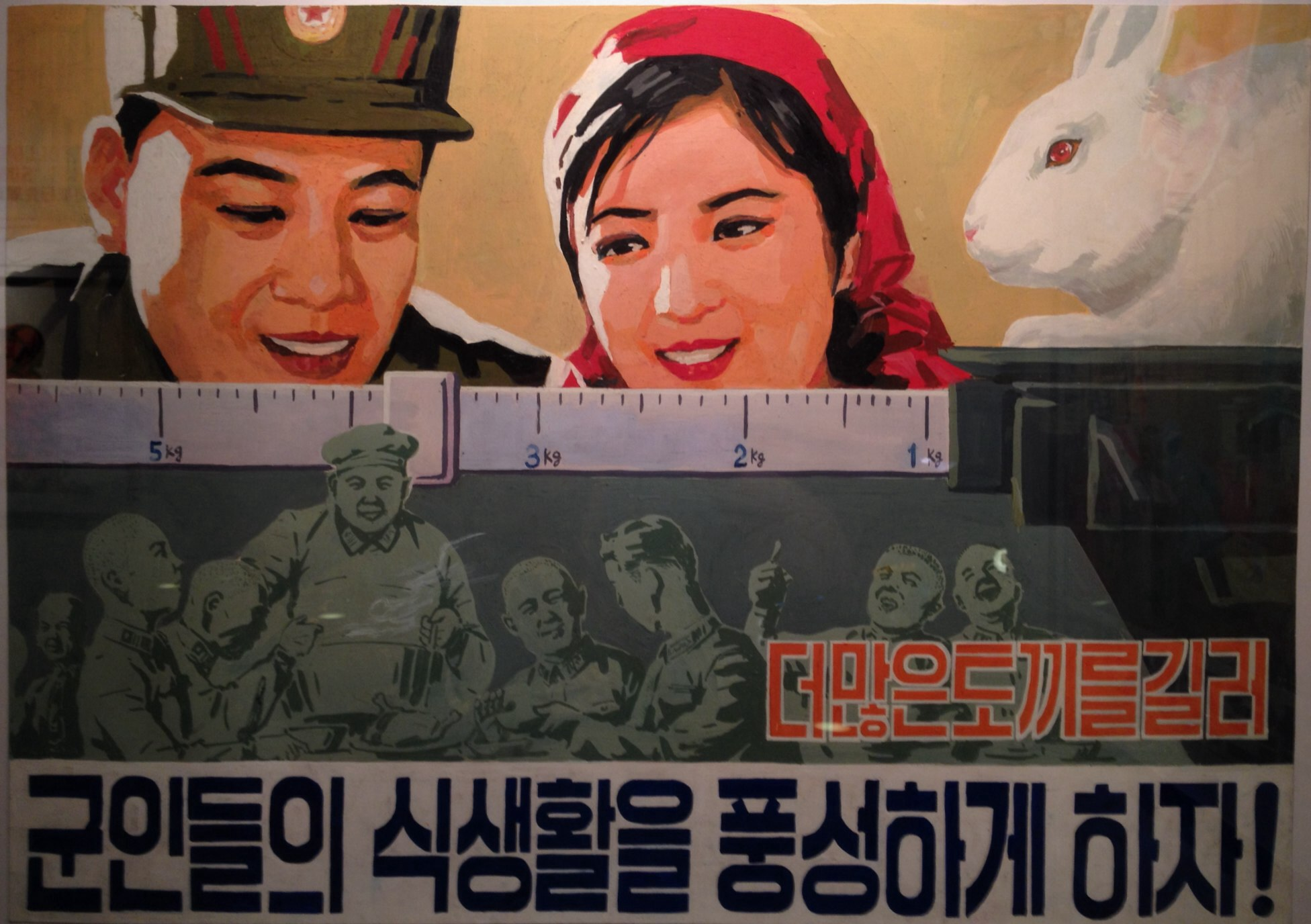
یک پوستر تبلیغاتی کره شمالی که می‌گوید: «خرگوش‌های بیشتری پرورش دهید و بگذارید سربازان ما از غذای فراوان لذت ببرند!»

### چاشنی‌ها

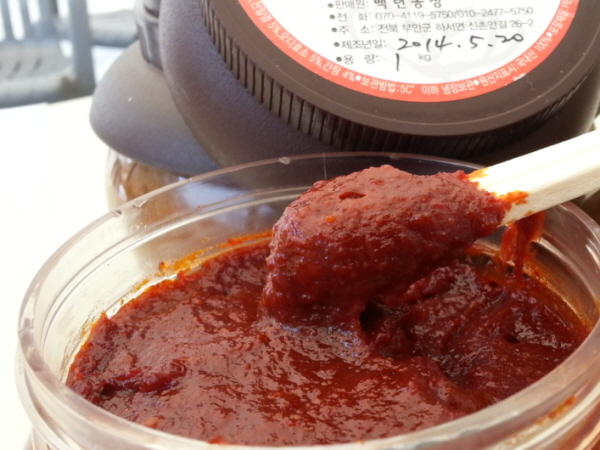

برخی از چاشنی‌هایی که در کره شمالی برای طعم دادن به غذاها استفاده می‌شوند در زیر فهرست شده‌اند.
- خمیر لوبیا[۵]
- سیر[۵]
- زنجبیل[۵]
- کوچوجانگ - به عنوان سس و خمیر فلفل قرمز تهیه می‌شود[۵][۲۵][۲۱]
- پرک فلفل[۵]
- روغن کنجد[۵]
- سس سویا[۳۹]

### نوشیدنی‌ها

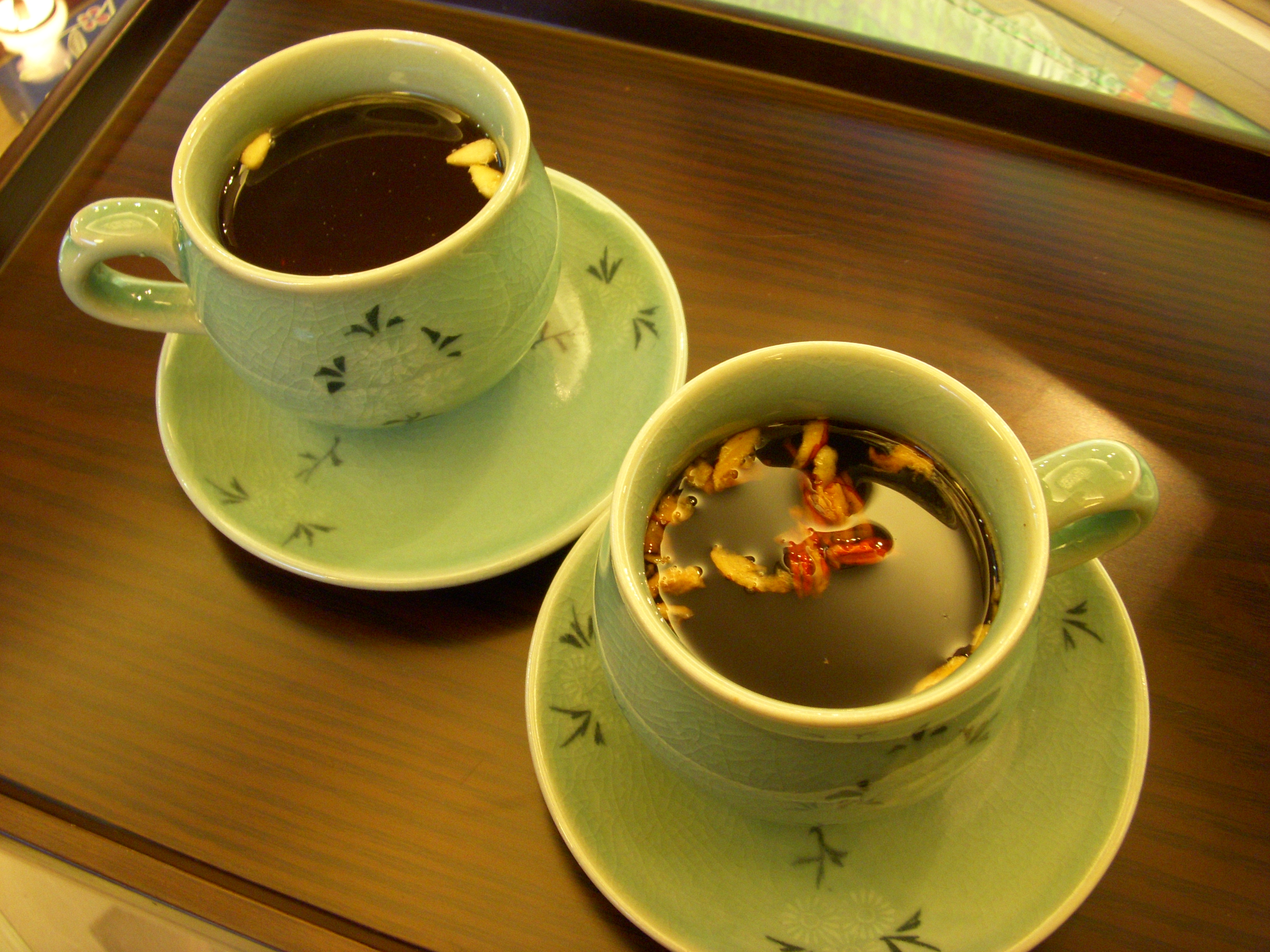

- آب بسته‌بندی‌شده از چین وارد می‌شود و معمولاً توسط دونجو، «طبقه متوسط مرفه جدید» در کره شمالی، مصرف می‌شود.[۹] «شیندوک سِمول» آب چشمه ای است که در کره شمالی تولید می‌شود، اما به کشورهای جنوب شرقی آسیا صادر می‌شود و معمولاً در بازار کره شمالی موجود نیست.[۹]
- قهوه[۴۰]
  - قهوه فوری - مقداری از قهوه فوری کره شمالی در داخل کشور تولید می‌شود[۴۱]
- چای جینسینگ - یک نوشیدنی رایج در کره شمالی[۴۱]
- نوشیدنی‌های غیرالکلی - بطری‌های نوشابه در کره شمالی وجود دارند، مانند شرکت بازرگانی وونبونگ در پیونگ یانگ.[۴۲] محصولات نوشیدنی غیرالکلی تولید شده در کره شمالی گاهی با عنوان «آب شیرین گازدار» برچسب گذاری می‌شوند.[۱۷] در سال ۲۰۱۷، ایر کوریو، شرکت هواپیمایی اصلی کره شمالی، شروع به ارائه نوشیدنی‌های غیرالکلی برند خود در پروازهای رفت و برگشت به پکن، چین کرد.[۴۲][۴۳] نوشابه‌های ایر کوریو در برخی از فروشگاه‌های مواد غذایی کره شمالی نیز فروخته می‌شوند.[۴۴] کوکاکولا بطری شده در چین در فروشگاه‌های مواد غذایی لوکس در پیونگ یانگ موجود است و پپسی بطری شده در چین نیز در فروشگاه‌های کره موجود است، اگرچه در مقایسه با کوکاکولا کمیاب است.[۴۲]
- کاکائوی ریونگجین - یک کولا با برند اختصاصی کره شمالی که در این کشور تولید و بسته‌بندی می‌شود.
- تائچو-چا - یک چای سنتی کره‌ای که با عناب و تزئین دانه کاج تهیه می‌شود[۲۲][۴۵]

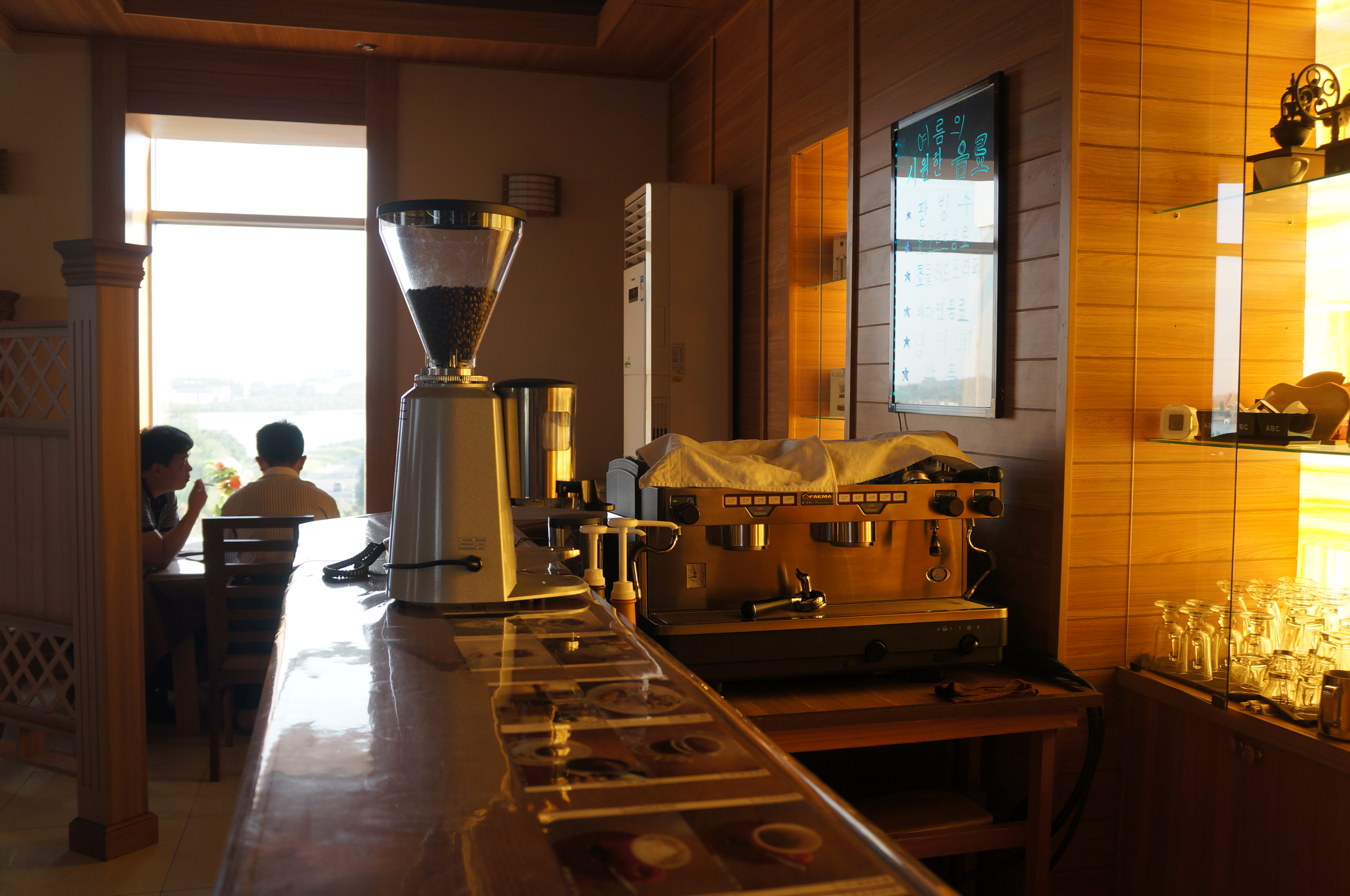
دانه‌های قهوه و یک دستگاه اسپرسوساز در کافی‌شاپ کنار هتل پیونگ‌یانگ در پیونگ‌یانگ ، کره شمالی
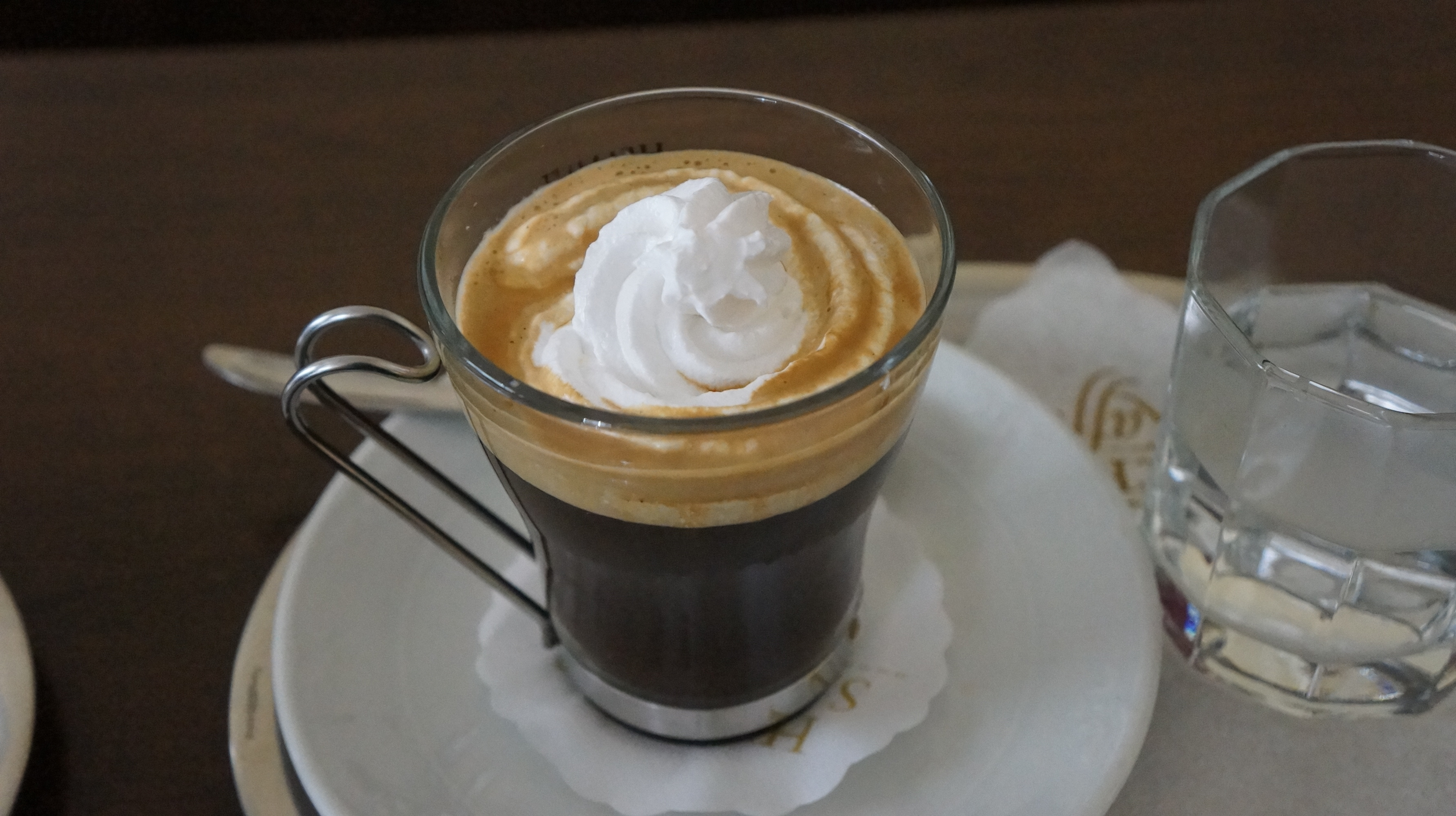
نوشیدنی قهوه در Helmut Sachers Kaffee در پیونگ یانگ، کره شمالی

#### نوشیدنی‌های الکلی
نوشیدنی‌های الکلی در کره شمالی مصرف می‌شوند و نوشیدن الکل بخشی از فرهنگ کره شمالی است. سن قانونی نوشیدن مشروبات الکلی در کره شمالی ۱۸ سال است، اما گاهی به افراد زیر سن قانونی اجازه مصرف نوشیدنی‌های الکلی داده می‌شود و برخی از مغازه‌داران به راحتی به آنها نوشیدنی‌های الکلی می‌فروشند. برخی از مردم کره شمالی، با وجود ممنوعیت تولید خانگی الکل در کره شمالی، نوشیدنی‌های الکلی را در خانه دم و تقطیر می‌کنند و برخی این نوشیدنی‌ها را به بازارها می‌فروشند، اگرچه این کار نیز غیرقانونی است. مشروبات الکلی خانگی با استفاده از موادی مانند سیب زمینی و ذرت تهیه می‌شوند. برخی از مصرف‌کنندگان کره شمالی، نوشیدنی‌های الکلی را مستقیماً از کارخانه‌های تولید الکل در این کشور و با استفاده از پول نقد خریداری می‌کنند. اخیراً، مشروبات الکلی وارداتی چینی اجازه فروش در بازارها را یافته‌اند و یک مشروب چینی معروف که در کره شمالی عرضه می‌شود، کائولیانگ لیکور است که ۴۶ تا ۵۰ درصد الکل دارد.
کره شمالی دارای تعدادی بار و سایر مراکز نوشیدنی است و اخیراً، سالن‌های آبجو در پیونگ یانگ محبوب شده‌اند.

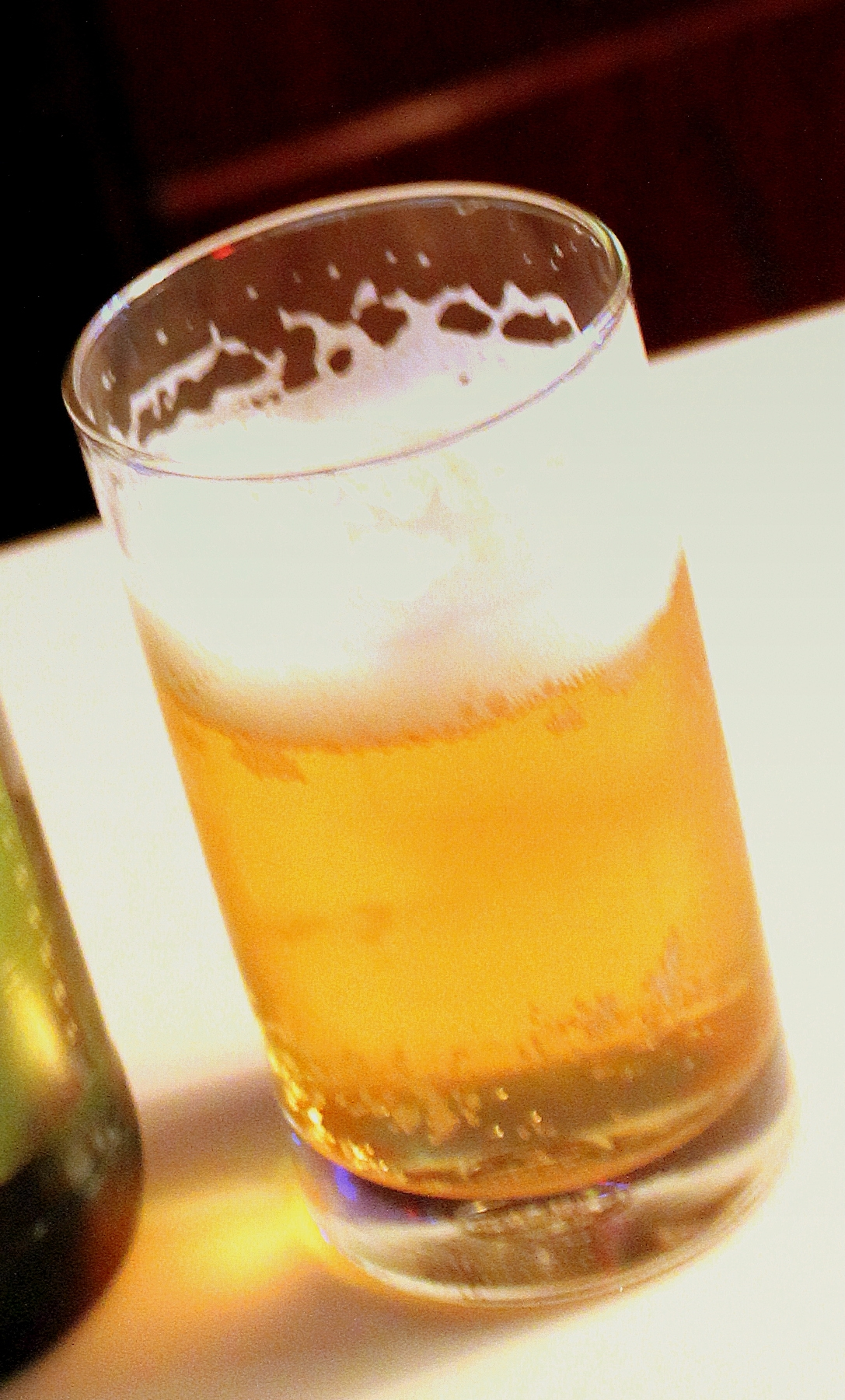
یک لیوان آبجوی تائدونگانگ پیلسنر

- آبجو در کره شمالی تولید می‌شود و تولید آبجوهای دست‌ساز اخیراً افزایش یافته است.[۴۹] کارخانه‌های بزرگ آبجوسازی در این کشور عبارتند از شرکت آبجوسازی تائدونگانگ، کارخانه آبجوسازی پارادایس و کارخانه آبجوسازی هتل یانگاکدو.[۵۰] در اوت ۲۰۱۶، شرکت آبجوسازی تائدونگگانگ اولین جشنواره آبجوی کشور را برگزار کرد که شامل چندین نوع آبجوی تائدونگگانگ و سایر آبجوهای محلی بود.[۵۱][۵۲] آبجوهای محلی در این جشنواره شامل آبجوی برنج و آبجوهای تیره بود.[۵۱]
  - برندهای آبجو تولید شده در کره شمالی
    - پوهاک
    - پونگاک
    - پیونگ یانگ
    - راکوون (بهشت)
    - ریونگسونگ
    - سامگاک ("دلتا")
    - تائدونگگانگ - تولید شده توسط شرکت آبجوسازی دولتی تائدونگگانگ مستقر در پیونگ یانگ[۲۲] در سال ۲۰۱۷، تائدونگگانگ محبوب‌ترین آبجو در کره شمالی بود.[۲۷]
- ماکولی - یک شراب برنج مخصوص با ظاهری شیری، که در حومه کره شمالی رایج است[۲۲][۲۷] ماکولی با استفاده از همان فرآیندی که برای تولید سوجو استفاده می‌شود، تولید می‌گردد و معمولاً در مقایسه با سوجو، میزان الکل کمتری دارد.[۲۷] برخی آن را در مقایسه با سوجو، سطح پایین‌تری می‌دانند.[۲۷]
- مشروبات الکلی برنج - مشروبات الکلی بر پایه برنج در مقایسه با آبجو توسط کره شمالی‌ها بیشتر مصرف می‌شود.[۵۳]
- شراب برنج - شراب برنج چسبناک یک نوشیدنی الکلی مخصوص در کره شمالی است[۲۱]
- سوجو - که در کره شمالی به آن نونگ‌ته‌گی می‌گویند، یک نوشیدنی الکلی مخصوص و شفاف است که از سیب‌زمینی شیرین یا جو در کره شمالی تهیه می‌شود.[۱۹][۲۵][۲۲] شبیه ساکی است.[۲۲] در کره شمالی، میزان الکل سوجو از ۱۸ تا ۲۵ درصد متغیر است.[۲۷]
- ویسکی - در سال ۲۰۱۹ کره شمالی اولین سری ویسکی خانگی خود را تولید کرد. ویسکی سامیلپو به گونه‌ای طراحی شده است که شبیه جانی واکر باشد تا به شناخت برند برای کره شمالی‌ها کمک کند[۵۴]

نوشیدنی‌های الکلی کره شمالی
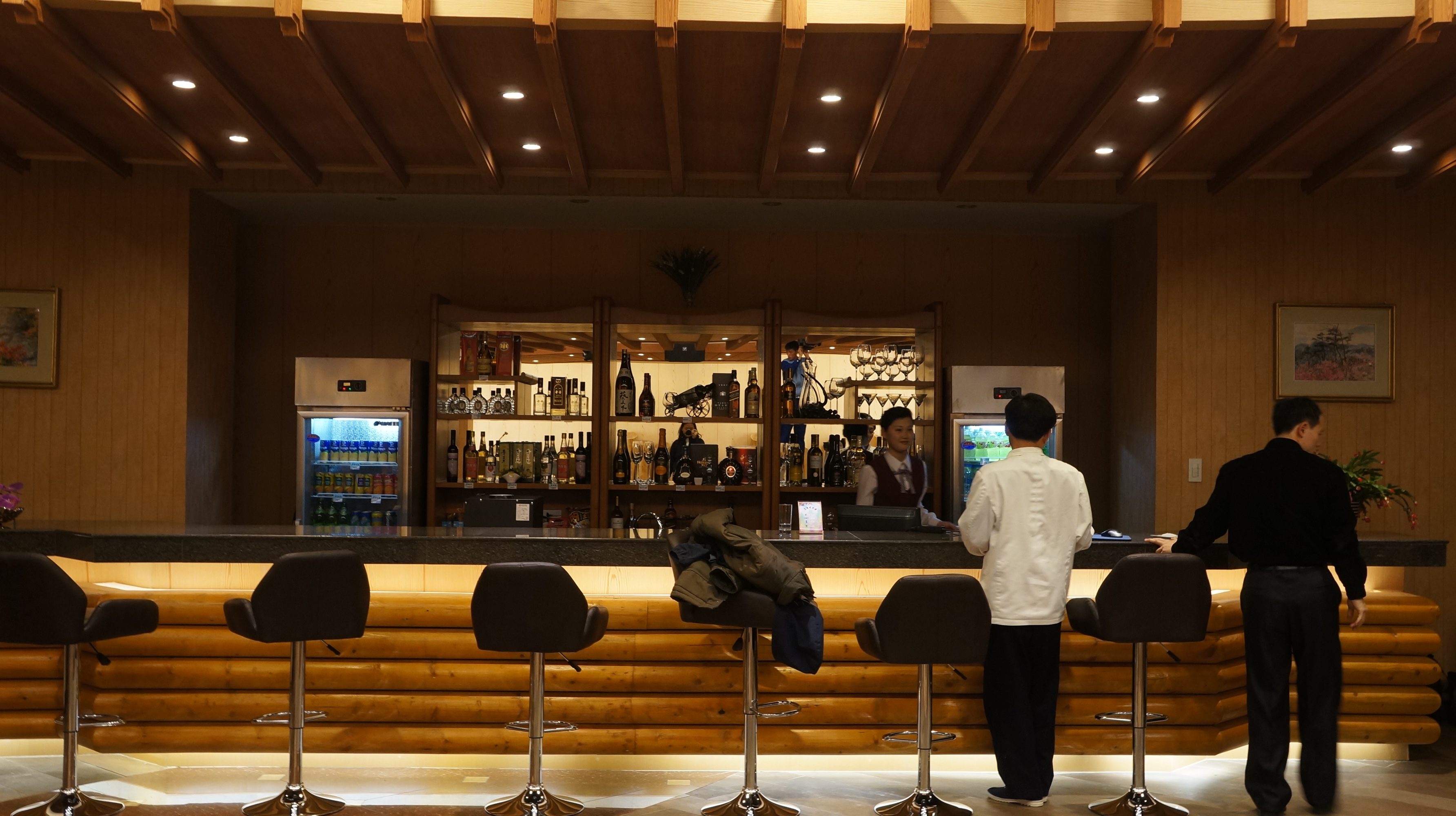
بار اتاق کارائوکه در هتل ماسیکریونگ، واقع در پیست اسکی ماسیکریونگ در کره شمالی
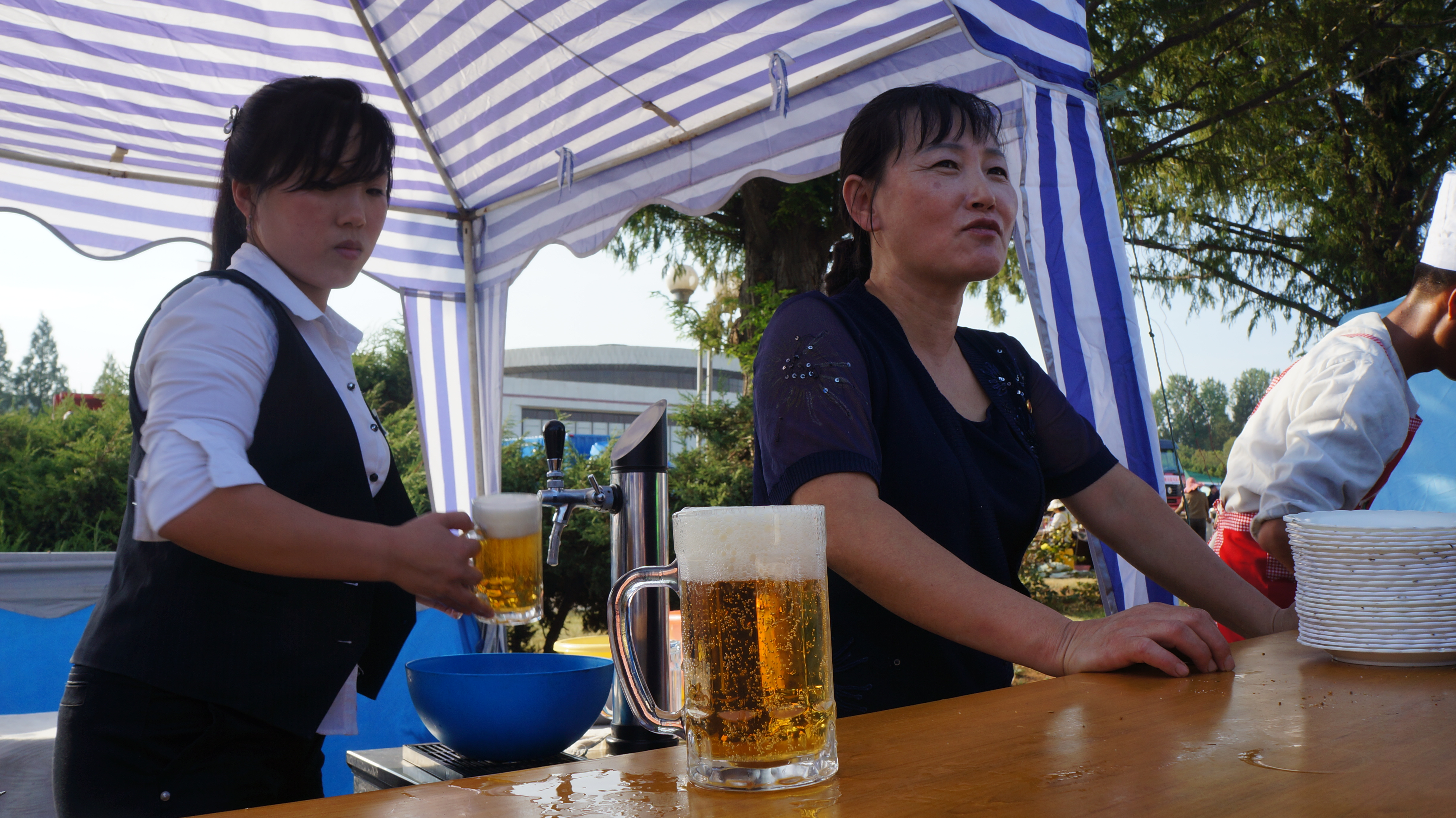
فروشندگان غذاهای خیابانی در دهمین نمایشگاه بین‌المللی پاییزی پیونگ یانگ، آبجوی محلی می‌فروشند.
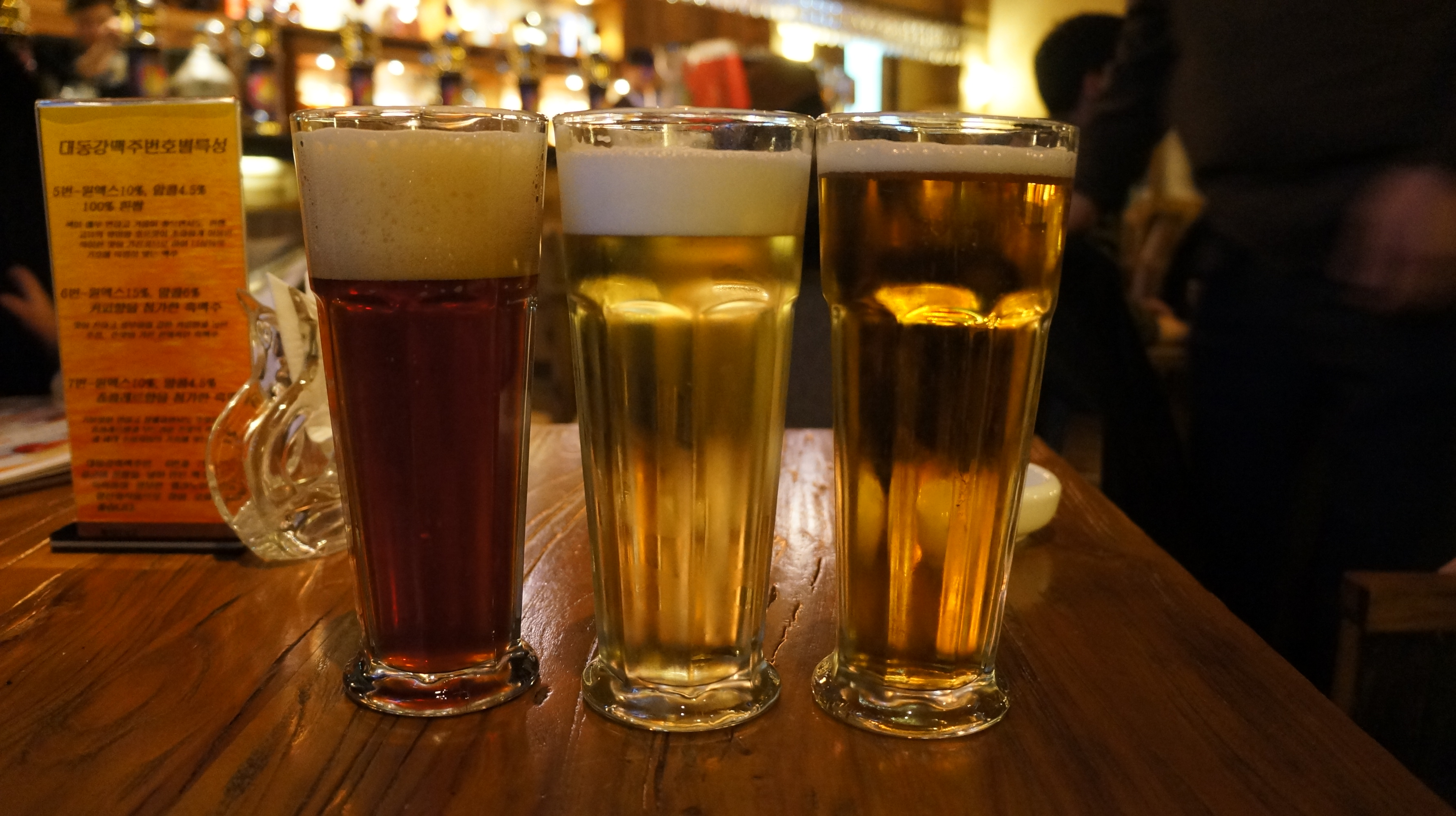
آبجوی دست‌ساز در کارخانه آبجوسازی شماره ۳ تائدونگانگ در پیونگ یانگ ، کره شمالی
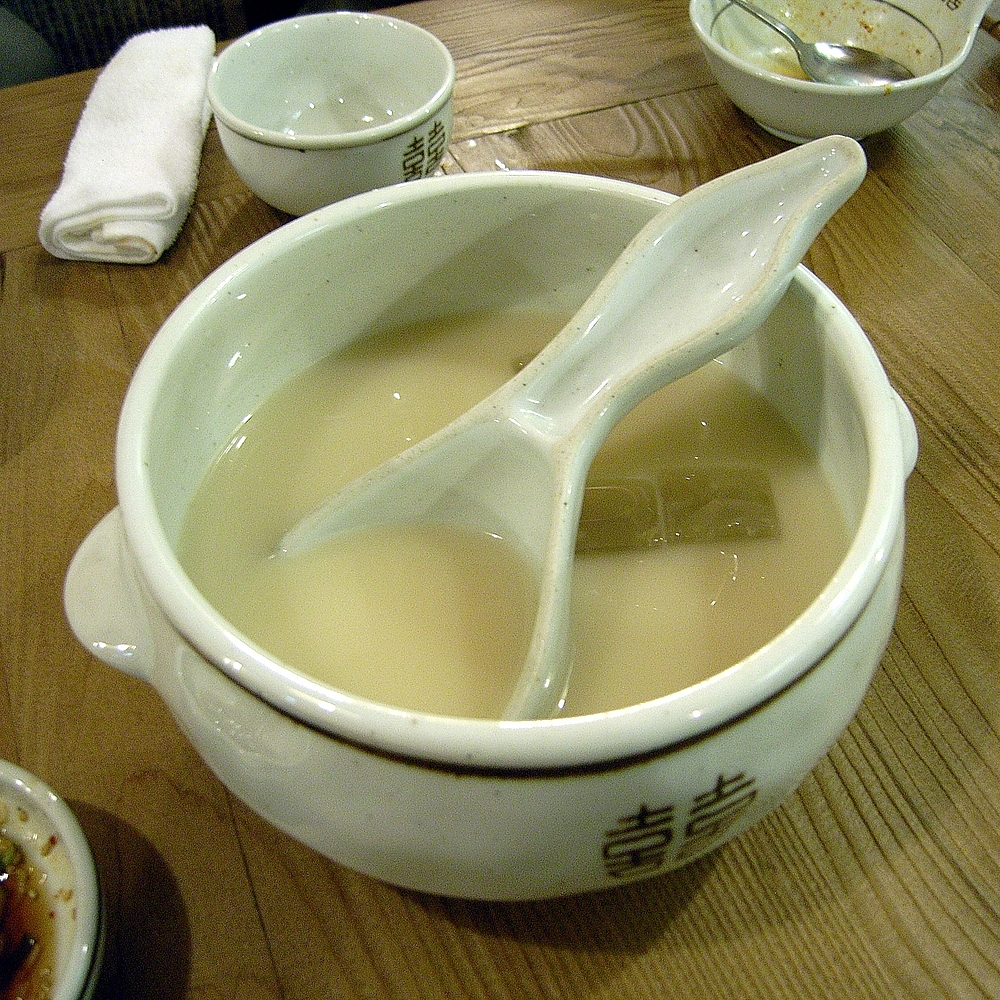
نمونه‌ای از ماکولی